# Centaureinae
Centaureinae (Cass.) Dumort., 1827 è una sottotribù di piante angiosperme dicotiledoni appartenenti alla famiglia delle Asteraceae.

## Etimologia
Il nome di questa sottotribù deriva da un suo genere (Centaurea) introdotto nel 1737 da Carl von Linné (1707 – 1778) biologo e scrittore svedese, considerato il padre della moderna classificazione scientifica degli organismi viventi, che a sua volta deriva da un antico nome greco "kentaurieon" indicante una pianta associata al mitologico centauro Chirone, famoso per la conoscenza delle piante medicinali.

Il nome scientifico della sottotribù è stato definito per la prima volta dal conte Alexandre Henri Gabriel de Cassini (1781 – 1832), botanico e naturalista francese, perfezionato poi dal botanico, naturalista e politico belga Barthélemy Charles Joseph Dumortier (Tournai, 3 aprile 1797 – 9 giugno 1878) nella pubblicazione "Fl. Belg.: 72" del 1827.

## Descrizione
Le specie di questa sottotribù sono piante erbacee annuali, biennali, perenni o arbusti, raramente possono essere di tipo arboreo. Normalmente sono prive di spine (raramente ne sono provviste).
Le foglie lungo il caule sono disposte in modo alterno, hanno una lamina intera o pennatosetta. La forma può variare da oblunga a lineare.
Le infiorescenze si compongono di capolini eterogami (raramente omogami). I capolini sono formati da un involucro a forma ovoidale, capuliforme o cilindrica composto da brattee (o squame) disposte su più serie all'interno delle quali un ricettacolo fa da base ai fiori tutti tubulosi. Le brattee sono di vario tipo: scariose, fimbriate, pettinate, spinose o più spesso prive di spine; quelle interne sono quasi sempre provviste di appendici scariose. Il ricettacolo in genere è sericeo.
I fiori sono tutti del tipo tubuloso. I fiori sono tetra-ciclici (ossia sono presenti 4 verticilli: calice – corolla – androceo – gineceo) e pentameri (ogni verticillo ha 5 elementi). I fiori in genere sono ermafroditi e actinomorfi. Se i capolini sono eterogami allora sono presenti dei fiori tubolosi periferici radiati (zigomorfi) e sterili.
- Formula fiorale:

- /x K {\displaystyle \infty }, [C (5), A (5)], G 2 (infero), achenio

- Calice: i sepali del calice sono ridotti ad una coroncina di squame.
- Corolla: la corolla in genere è colorata di blu o violetto, raramente giallo o altri colori.
- Androceo: gli stami sono 5 con filamenti liberi e distinti (glabri o papillosi), mentre le antere sono saldate in un manicotto (o tubo) circondante lo stilo.[12]
- Gineceo: lo stilo è filiforme;  gli stigmi dello stilo sono due divergenti. L'ovario è infero uniloculare formato da 2 carpelli.

Il frutto è un achenio con pappo. Gli acheni, con forme obovoidi e lateralmente compressi, sono glabri e lisci o raramente pelosi. Il pericarpo dell'achenio è sclerificato; alla sommità l'achenio è provvisto di una piastra dritta o un anello. Le areole spesso possono contenere dell'elaisoma. Il pappo (deciduo o persistente) è inserito in un anello parenchimatico sulla piastra apicale e in genere è formato da due righe (biseriate) di setole variamente pennate (quelle interne sono più lunghe); raramente è formato da una sola riga oppure è assente.

## Distribuzione e habitat
La sottotribù è praticamente cosmopolita: Europa, Asia temperata, Nord Africa e America settentrionale.

## Tassonomia
La famiglia di appartenenza di questa voce (Asteraceae o Compositae, nomen conservandum) probabilmente originaria del Sud America, è la più numerosa del mondo vegetale, comprende oltre 23.000 specie distribuite su 1.535 generi, oppure 22.750 specie e 1.530 generi secondo altre fonti (una delle checklist più aggiornata elenca fino a 1.679 generi). La famiglia attualmente (2021) è divisa in 16 sottofamiglie.
La tribù Cardueae a sua volta è suddivisa in 12 sottotribù (la sottotribù Centaureinae è una di queste).

### Filogenesi
La classificazione della sottotribù rimane ancora problematica e piena di incertezze. Secondo le ultime ricerche questa sottotribù potrebbe essere monofiletica insieme alla vicina sottotribù delle Carduinae. I vari studi filogenetici fatti finora non hanno ancora chiarito questa tassonomia. Qui le due sottotribù vengono trattate ancora separatamente. Nell'ambito della tribù Cardueae la sottotribù di questa voce rappresenta il "core" del gruppo in quanto è stata l'ultima a divergere circa 13 - 11 milioni di anni fa.

Le Centaureinae comprendono 28 generi (32 in altre checklist) suddivisi in 8 gruppi informali con 1133 specie. Questa suddivisione basata sia su studi della morfologia del polline che sulle analisi delle sequenze del DNA è ancora informale e probabilmente suscettibile di revisioni. Diversi taxa non rientrano chiaramente in nessun gruppo e rimangono isolati.
Il seguente cladogramma ricavato da un recente studio rappresenta una possibile posizione filogenetica di alcuni generi della sottotribù (a volte anche in contrasto con la suddivisione informale correntemente proposta):
|  | Volutaria                                                |
|  |                                                          |
|  | \| \| Plagiobasis \| \| \| \| \| \| Amberboa \| \| \| \| |
|  |                                                          |
|  | Plagiobasis                                              |
|  |                                                          |
|  | Amberboa                                                 |
|  |                                                          |

|  | Plagiobasis |
|  |             |
|  | Amberboa    |
|  |             |

| xxxSerratula_Gr.xxx   | Klasea      |
|                       | Klasea      |
| xxxRhaponticum_Gr.xxx | Rhaponticum |
|                       | Rhaponticum |

|                       | Phalacrachena |
|                       | |
|                       | \| xxx(Carthamus Gr.)xxx \| Carthamus \| \| \| Carthamus \| \| xxx(Centaurea Gr.)xxx \| Centaurea \| \| \| Centaurea \| |
|                       | |
| xxx(Carthamus Gr.)xxx | Carthamus |
|                       | Carthamus |
| xxx(Centaurea Gr.)xxx | Centaurea |
|                       | Centaurea |

| xxx(Carthamus Gr.)xxx | Carthamus |
|                       | Carthamus |
| xxx(Centaurea Gr.)xxx | Centaurea |
|                       | Centaurea |

|                       | Phalacrachena |
|                       | |
|                       | \| xxx(Carthamus Gr.)xxx \| Carthamus \| \| \| Carthamus \| \| xxx(Centaurea Gr.)xxx \| Centaurea \| \| \| Centaurea \| |
|                       | |
| xxx(Carthamus Gr.)xxx | Carthamus |
|                       | Carthamus |
| xxx(Centaurea Gr.)xxx | Centaurea |
|                       | Centaurea |

| xxx(Carthamus Gr.)xxx | Carthamus |
|                       | Carthamus |
| xxx(Centaurea Gr.)xxx | Centaurea |
|                       | Centaurea |

|                       | Phalacrachena |
|                       | |
|                       | \| xxx(Carthamus Gr.)xxx \| Carthamus \| \| \| Carthamus \| \| xxx(Centaurea Gr.)xxx \| Centaurea \| \| \| Centaurea \| |
|                       | |
| xxx(Carthamus Gr.)xxx | Carthamus |
|                       | Carthamus |
| xxx(Centaurea Gr.)xxx | Centaurea |
|                       | Centaurea |

| xxx(Carthamus Gr.)xxx | Carthamus |
|                       | Carthamus |
| xxx(Centaurea Gr.)xxx | Centaurea |
|                       | Centaurea |

|                       | Phalacrachena |
|                       | |
|                       | \| xxx(Carthamus Gr.)xxx \| Carthamus \| \| \| Carthamus \| \| xxx(Centaurea Gr.)xxx \| Centaurea \| \| \| Centaurea \| |
|                       | |
| xxx(Carthamus Gr.)xxx | Carthamus |
|                       | Carthamus |
| xxx(Centaurea Gr.)xxx | Centaurea |
|                       | Centaurea |

| xxx(Carthamus Gr.)xxx | Carthamus |
|                       | Carthamus |
| xxx(Centaurea Gr.)xxx | Centaurea |
|                       | Centaurea |

|                       | Phalacrachena |
|                       | |
|                       | \| xxx(Carthamus Gr.)xxx \| Carthamus \| \| \| Carthamus \| \| xxx(Centaurea Gr.)xxx \| Centaurea \| \| \| Centaurea \| |
|                       | |
| xxx(Carthamus Gr.)xxx | Carthamus |
|                       | Carthamus |
| xxx(Centaurea Gr.)xxx | Centaurea |
|                       | Centaurea |

| xxx(Carthamus Gr.)xxx | Carthamus |
|                       | Carthamus |
| xxx(Centaurea Gr.)xxx | Centaurea |
|                       | Centaurea |

|                       | Phalacrachena |
|                       | |
|                       | \| xxx(Carthamus Gr.)xxx \| Carthamus \| \| \| Carthamus \| \| xxx(Centaurea Gr.)xxx \| Centaurea \| \| \| Centaurea \| |
|                       | |
| xxx(Carthamus Gr.)xxx | Carthamus |
|                       | Carthamus |
| xxx(Centaurea Gr.)xxx | Centaurea |
|                       | Centaurea |

| xxx(Carthamus Gr.)xxx | Carthamus |
|                       | Carthamus |
| xxx(Centaurea Gr.)xxx | Centaurea |
|                       | Centaurea |

|                       | Phalacrachena |
|                       | |
|                       | \| xxx(Carthamus Gr.)xxx \| Carthamus \| \| \| Carthamus \| \| xxx(Centaurea Gr.)xxx \| Centaurea \| \| \| Centaurea \| |
|                       | |
| xxx(Carthamus Gr.)xxx | Carthamus |
|                       | Carthamus |
| xxx(Centaurea Gr.)xxx | Centaurea |
|                       | Centaurea |

| xxx(Carthamus Gr.)xxx | Carthamus |
|                       | Carthamus |
| xxx(Centaurea Gr.)xxx | Centaurea |
|                       | Centaurea |

|                       | Phalacrachena |
|                       | |
|                       | \| xxx(Carthamus Gr.)xxx \| Carthamus \| \| \| Carthamus \| \| xxx(Centaurea Gr.)xxx \| Centaurea \| \| \| Centaurea \| |
|                       | |
| xxx(Carthamus Gr.)xxx | Carthamus |
|                       | Carthamus |
| xxx(Centaurea Gr.)xxx | Centaurea |
|                       | Centaurea |

| xxx(Carthamus Gr.)xxx | Carthamus |
|                       | Carthamus |
| xxx(Centaurea Gr.)xxx | Centaurea |
|                       | Centaurea |

|                       | Phalacrachena |
|                       | |
|                       | \| xxx(Carthamus Gr.)xxx \| Carthamus \| \| \| Carthamus \| \| xxx(Centaurea Gr.)xxx \| Centaurea \| \| \| Centaurea \| |
|                       | |
| xxx(Carthamus Gr.)xxx | Carthamus |
|                       | Carthamus |
| xxx(Centaurea Gr.)xxx | Centaurea |
|                       | Centaurea |

| xxx(Carthamus Gr.)xxx | Carthamus |
|                       | Carthamus |
| xxx(Centaurea Gr.)xxx | Centaurea |
|                       | Centaurea |

|                       | Phalacrachena |
|                       | |
|                       | \| xxx(Carthamus Gr.)xxx \| Carthamus \| \| \| Carthamus \| \| xxx(Centaurea Gr.)xxx \| Centaurea \| \| \| Centaurea \| |
|                       | |
| xxx(Carthamus Gr.)xxx | Carthamus |
|                       | Carthamus |
| xxx(Centaurea Gr.)xxx | Centaurea |
|                       | Centaurea |

| xxx(Carthamus Gr.)xxx | Carthamus |
|                       | Carthamus |
| xxx(Centaurea Gr.)xxx | Centaurea |
|                       | Centaurea |

|                       | Phalacrachena |
|                       | |
|                       | \| xxx(Carthamus Gr.)xxx \| Carthamus \| \| \| Carthamus \| \| xxx(Centaurea Gr.)xxx \| Centaurea \| \| \| Centaurea \| |
|                       | |
| xxx(Carthamus Gr.)xxx | Carthamus |
|                       | Carthamus |
| xxx(Centaurea Gr.)xxx | Centaurea |
|                       | Centaurea |

| xxx(Carthamus Gr.)xxx | Carthamus |
|                       | Carthamus |
| xxx(Centaurea Gr.)xxx | Centaurea |
|                       | Centaurea |

|                       | Phalacrachena |
|                       | |
|                       | \| xxx(Carthamus Gr.)xxx \| Carthamus \| \| \| Carthamus \| \| xxx(Centaurea Gr.)xxx \| Centaurea \| \| \| Centaurea \| |
|                       | |
| xxx(Carthamus Gr.)xxx | Carthamus |
|                       | Carthamus |
| xxx(Centaurea Gr.)xxx | Centaurea |
|                       | Centaurea |

| xxx(Carthamus Gr.)xxx | Carthamus |
|                       | Carthamus |
| xxx(Centaurea Gr.)xxx | Centaurea |
|                       | Centaurea |

|                       | Phalacrachena |
|                       | |
|                       | \| xxx(Carthamus Gr.)xxx \| Carthamus \| \| \| Carthamus \| \| xxx(Centaurea Gr.)xxx \| Centaurea \| \| \| Centaurea \| |
|                       | |
| xxx(Carthamus Gr.)xxx | Carthamus |
|                       | Carthamus |
| xxx(Centaurea Gr.)xxx | Centaurea |
|                       | Centaurea |

| xxx(Carthamus Gr.)xxx | Carthamus |
|                       | Carthamus |
| xxx(Centaurea Gr.)xxx | Centaurea |
|                       | Centaurea |

|                       | Phalacrachena |
|                       | |
|                       | \| xxx(Carthamus Gr.)xxx \| Carthamus \| \| \| Carthamus \| \| xxx(Centaurea Gr.)xxx \| Centaurea \| \| \| Centaurea \| |
|                       | |
| xxx(Carthamus Gr.)xxx | Carthamus |
|                       | Carthamus |
| xxx(Centaurea Gr.)xxx | Centaurea |
|                       | Centaurea |

| xxx(Carthamus Gr.)xxx | Carthamus |
|                       | Carthamus |
| xxx(Centaurea Gr.)xxx | Centaurea |
|                       | Centaurea |

|                       | Phalacrachena |
|                       | |
|                       | \| xxx(Carthamus Gr.)xxx \| Carthamus \| \| \| Carthamus \| \| xxx(Centaurea Gr.)xxx \| Centaurea \| \| \| Centaurea \| |
|                       | |
| xxx(Carthamus Gr.)xxx | Carthamus |
|                       | Carthamus |
| xxx(Centaurea Gr.)xxx | Centaurea |
|                       | Centaurea |

| xxx(Carthamus Gr.)xxx | Carthamus |
|                       | Carthamus |
| xxx(Centaurea Gr.)xxx | Centaurea |
|                       | Centaurea |

|                       | Phalacrachena |
|                       | |
|                       | \| xxx(Carthamus Gr.)xxx \| Carthamus \| \| \| Carthamus \| \| xxx(Centaurea Gr.)xxx \| Centaurea \| \| \| Centaurea \| |
|                       | |
| xxx(Carthamus Gr.)xxx | Carthamus |
|                       | Carthamus |
| xxx(Centaurea Gr.)xxx | Centaurea |
|                       | Centaurea |

| xxx(Carthamus Gr.)xxx | Carthamus |
|                       | Carthamus |
| xxx(Centaurea Gr.)xxx | Centaurea |
|                       | Centaurea |

|                       | Phalacrachena |
|                       | |
|                       | \| xxx(Carthamus Gr.)xxx \| Carthamus \| \| \| Carthamus \| \| xxx(Centaurea Gr.)xxx \| Centaurea \| \| \| Centaurea \| |
|                       | |
| xxx(Carthamus Gr.)xxx | Carthamus |
|                       | Carthamus |
| xxx(Centaurea Gr.)xxx | Centaurea |
|                       | Centaurea |

| xxx(Carthamus Gr.)xxx | Carthamus |
|                       | Carthamus |
| xxx(Centaurea Gr.)xxx | Centaurea |
|                       | Centaurea |

|                       | Phalacrachena |
|                       | |
|                       | \| xxx(Carthamus Gr.)xxx \| Carthamus \| \| \| Carthamus \| \| xxx(Centaurea Gr.)xxx \| Centaurea \| \| \| Centaurea \| |
|                       | |
| xxx(Carthamus Gr.)xxx | Carthamus |
|                       | Carthamus |
| xxx(Centaurea Gr.)xxx | Centaurea |
|                       | Centaurea |

| xxx(Carthamus Gr.)xxx | Carthamus |
|                       | Carthamus |
| xxx(Centaurea Gr.)xxx | Centaurea |
|                       | Centaurea |

|                       | Phalacrachena |
|                       | |
|                       | \| xxx(Carthamus Gr.)xxx \| Carthamus \| \| \| Carthamus \| \| xxx(Centaurea Gr.)xxx \| Centaurea \| \| \| Centaurea \| |
|                       | |
| xxx(Carthamus Gr.)xxx | Carthamus |
|                       | Carthamus |
| xxx(Centaurea Gr.)xxx | Centaurea |
|                       | Centaurea |

| xxx(Carthamus Gr.)xxx | Carthamus |
|                       | Carthamus |
| xxx(Centaurea Gr.)xxx | Centaurea |
|                       | Centaurea |

|                       | Phalacrachena |
|                       | |
|                       | \| xxx(Carthamus Gr.)xxx \| Carthamus \| \| \| Carthamus \| \| xxx(Centaurea Gr.)xxx \| Centaurea \| \| \| Centaurea \| |
|                       | |
| xxx(Carthamus Gr.)xxx | Carthamus |
|                       | Carthamus |
| xxx(Centaurea Gr.)xxx | Centaurea |
|                       | Centaurea |

| xxx(Carthamus Gr.)xxx | Carthamus |
|                       | Carthamus |
| xxx(Centaurea Gr.)xxx | Centaurea |
|                       | Centaurea |

|                       | Phalacrachena |
|                       | |
|                       | \| xxx(Carthamus Gr.)xxx \| Carthamus \| \| \| Carthamus \| \| xxx(Centaurea Gr.)xxx \| Centaurea \| \| \| Centaurea \| |
|                       | |
| xxx(Carthamus Gr.)xxx | Carthamus |
|                       | Carthamus |
| xxx(Centaurea Gr.)xxx | Centaurea |
|                       | Centaurea |

| xxx(Carthamus Gr.)xxx | Carthamus |
|                       | Carthamus |
| xxx(Centaurea Gr.)xxx | Centaurea |
|                       | Centaurea |

|                       | Phalacrachena |
|                       | |
|                       | \| xxx(Carthamus Gr.)xxx \| Carthamus \| \| \| Carthamus \| \| xxx(Centaurea Gr.)xxx \| Centaurea \| \| \| Centaurea \| |
|                       | |
| xxx(Carthamus Gr.)xxx | Carthamus |
|                       | Carthamus |
| xxx(Centaurea Gr.)xxx | Centaurea |
|                       | Centaurea |

| xxx(Carthamus Gr.)xxx | Carthamus |
|                       | Carthamus |
| xxx(Centaurea Gr.)xxx | Centaurea |
|                       | Centaurea |

|                       | Phalacrachena |
|                       | |
|                       | \| xxx(Carthamus Gr.)xxx \| Carthamus \| \| \| Carthamus \| \| xxx(Centaurea Gr.)xxx \| Centaurea \| \| \| Centaurea \| |
|                       | |
| xxx(Carthamus Gr.)xxx | Carthamus |
|                       | Carthamus |
| xxx(Centaurea Gr.)xxx | Centaurea |
|                       | Centaurea |

| xxx(Carthamus Gr.)xxx | Carthamus |
|                       | Carthamus |
| xxx(Centaurea Gr.)xxx | Centaurea |
|                       | Centaurea |

|                       | Phalacrachena |
|                       | |
|                       | \| xxx(Carthamus Gr.)xxx \| Carthamus \| \| \| Carthamus \| \| xxx(Centaurea Gr.)xxx \| Centaurea \| \| \| Centaurea \| |
|                       | |
| xxx(Carthamus Gr.)xxx | Carthamus |
|                       | Carthamus |
| xxx(Centaurea Gr.)xxx | Centaurea |
|                       | Centaurea |

| xxx(Carthamus Gr.)xxx | Carthamus |
|                       | Carthamus |
| xxx(Centaurea Gr.)xxx | Centaurea |
|                       | Centaurea |

|                       | Phalacrachena |
|                       | |
|                       | \| xxx(Carthamus Gr.)xxx \| Carthamus \| \| \| Carthamus \| \| xxx(Centaurea Gr.)xxx \| Centaurea \| \| \| Centaurea \| |
|                       | |
| xxx(Carthamus Gr.)xxx | Carthamus |
|                       | Carthamus |
| xxx(Centaurea Gr.)xxx | Centaurea |
|                       | Centaurea |

| xxx(Carthamus Gr.)xxx | Carthamus |
|                       | Carthamus |
| xxx(Centaurea Gr.)xxx | Centaurea |
|                       | Centaurea |

|                       | Phalacrachena |
|                       | |
|                       | \| xxx(Carthamus Gr.)xxx \| Carthamus \| \| \| Carthamus \| \| xxx(Centaurea Gr.)xxx \| Centaurea \| \| \| Centaurea \| |
|                       | |
| xxx(Carthamus Gr.)xxx | Carthamus |
|                       | Carthamus |
| xxx(Centaurea Gr.)xxx | Centaurea |
|                       | Centaurea |

| xxx(Carthamus Gr.)xxx | Carthamus |
|                       | Carthamus |
| xxx(Centaurea Gr.)xxx | Centaurea |
|                       | Centaurea |

|                       | Phalacrachena |
|                       | |
|                       | \| xxx(Carthamus Gr.)xxx \| Carthamus \| \| \| Carthamus \| \| xxx(Centaurea Gr.)xxx \| Centaurea \| \| \| Centaurea \| |
|                       | |
| xxx(Carthamus Gr.)xxx | Carthamus |
|                       | Carthamus |
| xxx(Centaurea Gr.)xxx | Centaurea |
|                       | Centaurea |

| xxx(Carthamus Gr.)xxx | Carthamus |
|                       | Carthamus |
| xxx(Centaurea Gr.)xxx | Centaurea |
|                       | Centaurea |

|                       | Phalacrachena |
|                       | |
|                       | \| xxx(Carthamus Gr.)xxx \| Carthamus \| \| \| Carthamus \| \| xxx(Centaurea Gr.)xxx \| Centaurea \| \| \| Centaurea \| |
|                       | |
| xxx(Carthamus Gr.)xxx | Carthamus |
|                       | Carthamus |
| xxx(Centaurea Gr.)xxx | Centaurea |
|                       | Centaurea |

| xxx(Carthamus Gr.)xxx | Carthamus |
|                       | Carthamus |
| xxx(Centaurea Gr.)xxx | Centaurea |
|                       | Centaurea |

|                       | Phalacrachena |
|                       | |
|                       | \| xxx(Carthamus Gr.)xxx \| Carthamus \| \| \| Carthamus \| \| xxx(Centaurea Gr.)xxx \| Centaurea \| \| \| Centaurea \| |
|                       | |
| xxx(Carthamus Gr.)xxx | Carthamus |
|                       | Carthamus |
| xxx(Centaurea Gr.)xxx | Centaurea |
|                       | Centaurea |

| xxx(Carthamus Gr.)xxx | Carthamus |
|                       | Carthamus |
| xxx(Centaurea Gr.)xxx | Centaurea |
|                       | Centaurea |

|                       | Phalacrachena |
|                       | |
|                       | \| xxx(Carthamus Gr.)xxx \| Carthamus \| \| \| Carthamus \| \| xxx(Centaurea Gr.)xxx \| Centaurea \| \| \| Centaurea \| |
|                       | |
| xxx(Carthamus Gr.)xxx | Carthamus |
|                       | Carthamus |
| xxx(Centaurea Gr.)xxx | Centaurea |
|                       | Centaurea |

| xxx(Carthamus Gr.)xxx | Carthamus |
|                       | Carthamus |
| xxx(Centaurea Gr.)xxx | Centaurea |
|                       | Centaurea |

|                       | Phalacrachena |
|                       | |
|                       | \| xxx(Carthamus Gr.)xxx \| Carthamus \| \| \| Carthamus \| \| xxx(Centaurea Gr.)xxx \| Centaurea \| \| \| Centaurea \| |
|                       | |
| xxx(Carthamus Gr.)xxx | Carthamus |
|                       | Carthamus |
| xxx(Centaurea Gr.)xxx | Centaurea |
|                       | Centaurea |

| xxx(Carthamus Gr.)xxx | Carthamus |
|                       | Carthamus |
| xxx(Centaurea Gr.)xxx | Centaurea |
|                       | Centaurea |

|                       | Phalacrachena |
|                       | |
|                       | \| xxx(Carthamus Gr.)xxx \| Carthamus \| \| \| Carthamus \| \| xxx(Centaurea Gr.)xxx \| Centaurea \| \| \| Centaurea \| |
|                       | |
| xxx(Carthamus Gr.)xxx | Carthamus |
|                       | Carthamus |
| xxx(Centaurea Gr.)xxx | Centaurea |
|                       | Centaurea |

| xxx(Carthamus Gr.)xxx | Carthamus |
|                       | Carthamus |
| xxx(Centaurea Gr.)xxx | Centaurea |
|                       | Centaurea |

| xxxSerratula_Gr.xxx   | Klasea      |
|                       | Klasea      |
| xxxRhaponticum_Gr.xxx | Rhaponticum |
|                       | Rhaponticum |

|                       | Phalacrachena |
|                       | |
|                       | \| xxx(Carthamus Gr.)xxx \| Carthamus \| \| \| Carthamus \| \| xxx(Centaurea Gr.)xxx \| Centaurea \| \| \| Centaurea \| |
|                       | |
| xxx(Carthamus Gr.)xxx | Carthamus |
|                       | Carthamus |
| xxx(Centaurea Gr.)xxx | Centaurea |
|                       | Centaurea |

| xxx(Carthamus Gr.)xxx | Carthamus |
|                       | Carthamus |
| xxx(Centaurea Gr.)xxx | Centaurea |
|                       | Centaurea |

|                       | Phalacrachena |
|                       | |
|                       | \| xxx(Carthamus Gr.)xxx \| Carthamus \| \| \| Carthamus \| \| xxx(Centaurea Gr.)xxx \| Centaurea \| \| \| Centaurea \| |
|                       | |
| xxx(Carthamus Gr.)xxx | Carthamus |
|                       | Carthamus |
| xxx(Centaurea Gr.)xxx | Centaurea |
|                       | Centaurea |

| xxx(Carthamus Gr.)xxx | Carthamus |
|                       | Carthamus |
| xxx(Centaurea Gr.)xxx | Centaurea |
|                       | Centaurea |

|                       | Phalacrachena |
|                       | |
|                       | \| xxx(Carthamus Gr.)xxx \| Carthamus \| \| \| Carthamus \| \| xxx(Centaurea Gr.)xxx \| Centaurea \| \| \| Centaurea \| |
|                       | |
| xxx(Carthamus Gr.)xxx | Carthamus |
|                       | Carthamus |
| xxx(Centaurea Gr.)xxx | Centaurea |
|                       | Centaurea |

| xxx(Carthamus Gr.)xxx | Carthamus |
|                       | Carthamus |
| xxx(Centaurea Gr.)xxx | Centaurea |
|                       | Centaurea |

|                       | Phalacrachena |
|                       | |
|                       | \| xxx(Carthamus Gr.)xxx \| Carthamus \| \| \| Carthamus \| \| xxx(Centaurea Gr.)xxx \| Centaurea \| \| \| Centaurea \| |
|                       | |
| xxx(Carthamus Gr.)xxx | Carthamus |
|                       | Carthamus |
| xxx(Centaurea Gr.)xxx | Centaurea |
|                       | Centaurea |

| xxx(Carthamus Gr.)xxx | Carthamus |
|                       | Carthamus |
| xxx(Centaurea Gr.)xxx | Centaurea |
|                       | Centaurea |

|                       | Phalacrachena |
|                       | |
|                       | \| xxx(Carthamus Gr.)xxx \| Carthamus \| \| \| Carthamus \| \| xxx(Centaurea Gr.)xxx \| Centaurea \| \| \| Centaurea \| |
|                       | |
| xxx(Carthamus Gr.)xxx | Carthamus |
|                       | Carthamus |
| xxx(Centaurea Gr.)xxx | Centaurea |
|                       | Centaurea |

| xxx(Carthamus Gr.)xxx | Carthamus |
|                       | Carthamus |
| xxx(Centaurea Gr.)xxx | Centaurea |
|                       | Centaurea |

|                       | Phalacrachena |
|                       | |
|                       | \| xxx(Carthamus Gr.)xxx \| Carthamus \| \| \| Carthamus \| \| xxx(Centaurea Gr.)xxx \| Centaurea \| \| \| Centaurea \| |
|                       | |
| xxx(Carthamus Gr.)xxx | Carthamus |
|                       | Carthamus |
| xxx(Centaurea Gr.)xxx | Centaurea |
|                       | Centaurea |

| xxx(Carthamus Gr.)xxx | Carthamus |
|                       | Carthamus |
| xxx(Centaurea Gr.)xxx | Centaurea |
|                       | Centaurea |

|                       | Phalacrachena |
|                       | |
|                       | \| xxx(Carthamus Gr.)xxx \| Carthamus \| \| \| Carthamus \| \| xxx(Centaurea Gr.)xxx \| Centaurea \| \| \| Centaurea \| |
|                       | |
| xxx(Carthamus Gr.)xxx | Carthamus |
|                       | Carthamus |
| xxx(Centaurea Gr.)xxx | Centaurea |
|                       | Centaurea |

| xxx(Carthamus Gr.)xxx | Carthamus |
|                       | Carthamus |
| xxx(Centaurea Gr.)xxx | Centaurea |
|                       | Centaurea |

|                       | Phalacrachena |
|                       | |
|                       | \| xxx(Carthamus Gr.)xxx \| Carthamus \| \| \| Carthamus \| \| xxx(Centaurea Gr.)xxx \| Centaurea \| \| \| Centaurea \| |
|                       | |
| xxx(Carthamus Gr.)xxx | Carthamus |
|                       | Carthamus |
| xxx(Centaurea Gr.)xxx | Centaurea |
|                       | Centaurea |

| xxx(Carthamus Gr.)xxx | Carthamus |
|                       | Carthamus |
| xxx(Centaurea Gr.)xxx | Centaurea |
|                       | Centaurea |

|                       | Phalacrachena |
|                       | |
|                       | \| xxx(Carthamus Gr.)xxx \| Carthamus \| \| \| Carthamus \| \| xxx(Centaurea Gr.)xxx \| Centaurea \| \| \| Centaurea \| |
|                       | |
| xxx(Carthamus Gr.)xxx | Carthamus |
|                       | Carthamus |
| xxx(Centaurea Gr.)xxx | Centaurea |
|                       | Centaurea |

| xxx(Carthamus Gr.)xxx | Carthamus |
|                       | Carthamus |
| xxx(Centaurea Gr.)xxx | Centaurea |
|                       | Centaurea |

|                       | Phalacrachena |
|                       | |
|                       | \| xxx(Carthamus Gr.)xxx \| Carthamus \| \| \| Carthamus \| \| xxx(Centaurea Gr.)xxx \| Centaurea \| \| \| Centaurea \| |
|                       | |
| xxx(Carthamus Gr.)xxx | Carthamus |
|                       | Carthamus |
| xxx(Centaurea Gr.)xxx | Centaurea |
|                       | Centaurea |

| xxx(Carthamus Gr.)xxx | Carthamus |
|                       | Carthamus |
| xxx(Centaurea Gr.)xxx | Centaurea |
|                       | Centaurea |

|                       | Phalacrachena |
|                       | |
|                       | \| xxx(Carthamus Gr.)xxx \| Carthamus \| \| \| Carthamus \| \| xxx(Centaurea Gr.)xxx \| Centaurea \| \| \| Centaurea \| |
|                       | |
| xxx(Carthamus Gr.)xxx | Carthamus |
|                       | Carthamus |
| xxx(Centaurea Gr.)xxx | Centaurea |
|                       | Centaurea |

| xxx(Carthamus Gr.)xxx | Carthamus |
|                       | Carthamus |
| xxx(Centaurea Gr.)xxx | Centaurea |
|                       | Centaurea |

|                       | Phalacrachena |
|                       | |
|                       | \| xxx(Carthamus Gr.)xxx \| Carthamus \| \| \| Carthamus \| \| xxx(Centaurea Gr.)xxx \| Centaurea \| \| \| Centaurea \| |
|                       | |
| xxx(Carthamus Gr.)xxx | Carthamus |
|                       | Carthamus |
| xxx(Centaurea Gr.)xxx | Centaurea |
|                       | Centaurea |

| xxx(Carthamus Gr.)xxx | Carthamus |
|                       | Carthamus |
| xxx(Centaurea Gr.)xxx | Centaurea |
|                       | Centaurea |

|                       | Phalacrachena |
|                       | |
|                       | \| xxx(Carthamus Gr.)xxx \| Carthamus \| \| \| Carthamus \| \| xxx(Centaurea Gr.)xxx \| Centaurea \| \| \| Centaurea \| |
|                       | |
| xxx(Carthamus Gr.)xxx | Carthamus |
|                       | Carthamus |
| xxx(Centaurea Gr.)xxx | Centaurea |
|                       | Centaurea |

| xxx(Carthamus Gr.)xxx | Carthamus |
|                       | Carthamus |
| xxx(Centaurea Gr.)xxx | Centaurea |
|                       | Centaurea |

|                       | Phalacrachena |
|                       | |
|                       | \| xxx(Carthamus Gr.)xxx \| Carthamus \| \| \| Carthamus \| \| xxx(Centaurea Gr.)xxx \| Centaurea \| \| \| Centaurea \| |
|                       | |
| xxx(Carthamus Gr.)xxx | Carthamus |
|                       | Carthamus |
| xxx(Centaurea Gr.)xxx | Centaurea |
|                       | Centaurea |

| xxx(Carthamus Gr.)xxx | Carthamus |
|                       | Carthamus |
| xxx(Centaurea Gr.)xxx | Centaurea |
|                       | Centaurea |

|                       | Phalacrachena |
|                       | |
|                       | \| xxx(Carthamus Gr.)xxx \| Carthamus \| \| \| Carthamus \| \| xxx(Centaurea Gr.)xxx \| Centaurea \| \| \| Centaurea \| |
|                       | |
| xxx(Carthamus Gr.)xxx | Carthamus |
|                       | Carthamus |
| xxx(Centaurea Gr.)xxx | Centaurea |
|                       | Centaurea |

| xxx(Carthamus Gr.)xxx | Carthamus |
|                       | Carthamus |
| xxx(Centaurea Gr.)xxx | Centaurea |
|                       | Centaurea |

|                       | Phalacrachena |
|                       | |
|                       | \| xxx(Carthamus Gr.)xxx \| Carthamus \| \| \| Carthamus \| \| xxx(Centaurea Gr.)xxx \| Centaurea \| \| \| Centaurea \| |
|                       | |
| xxx(Carthamus Gr.)xxx | Carthamus |
|                       | Carthamus |
| xxx(Centaurea Gr.)xxx | Centaurea |
|                       | Centaurea |

| xxx(Carthamus Gr.)xxx | Carthamus |
|                       | Carthamus |
| xxx(Centaurea Gr.)xxx | Centaurea |
|                       | Centaurea |

|                       | Phalacrachena |
|                       | |
|                       | \| xxx(Carthamus Gr.)xxx \| Carthamus \| \| \| Carthamus \| \| xxx(Centaurea Gr.)xxx \| Centaurea \| \| \| Centaurea \| |
|                       | |
| xxx(Carthamus Gr.)xxx | Carthamus |
|                       | Carthamus |
| xxx(Centaurea Gr.)xxx | Centaurea |
|                       | Centaurea |

| xxx(Carthamus Gr.)xxx | Carthamus |
|                       | Carthamus |
| xxx(Centaurea Gr.)xxx | Centaurea |
|                       | Centaurea |

|                       | Phalacrachena |
|                       | |
|                       | \| xxx(Carthamus Gr.)xxx \| Carthamus \| \| \| Carthamus \| \| xxx(Centaurea Gr.)xxx \| Centaurea \| \| \| Centaurea \| |
|                       | |
| xxx(Carthamus Gr.)xxx | Carthamus |
|                       | Carthamus |
| xxx(Centaurea Gr.)xxx | Centaurea |
|                       | Centaurea |

| xxx(Carthamus Gr.)xxx | Carthamus |
|                       | Carthamus |
| xxx(Centaurea Gr.)xxx | Centaurea |
|                       | Centaurea |

|                       | Phalacrachena |
|                       | |
|                       | \| xxx(Carthamus Gr.)xxx \| Carthamus \| \| \| Carthamus \| \| xxx(Centaurea Gr.)xxx \| Centaurea \| \| \| Centaurea \| |
|                       | |
| xxx(Carthamus Gr.)xxx | Carthamus |
|                       | Carthamus |
| xxx(Centaurea Gr.)xxx | Centaurea |
|                       | Centaurea |

| xxx(Carthamus Gr.)xxx | Carthamus |
|                       | Carthamus |
| xxx(Centaurea Gr.)xxx | Centaurea |
|                       | Centaurea |

|                       | Phalacrachena |
|                       | |
|                       | \| xxx(Carthamus Gr.)xxx \| Carthamus \| \| \| Carthamus \| \| xxx(Centaurea Gr.)xxx \| Centaurea \| \| \| Centaurea \| |
|                       | |
| xxx(Carthamus Gr.)xxx | Carthamus |
|                       | Carthamus |
| xxx(Centaurea Gr.)xxx | Centaurea |
|                       | Centaurea |

| xxx(Carthamus Gr.)xxx | Carthamus |
|                       | Carthamus |
| xxx(Centaurea Gr.)xxx | Centaurea |
|                       | Centaurea |

|                       | Phalacrachena |
|                       | |
|                       | \| xxx(Carthamus Gr.)xxx \| Carthamus \| \| \| Carthamus \| \| xxx(Centaurea Gr.)xxx \| Centaurea \| \| \| Centaurea \| |
|                       | |
| xxx(Carthamus Gr.)xxx | Carthamus |
|                       | Carthamus |
| xxx(Centaurea Gr.)xxx | Centaurea |
|                       | Centaurea |

| xxx(Carthamus Gr.)xxx | Carthamus |
|                       | Carthamus |
| xxx(Centaurea Gr.)xxx | Centaurea |
|                       | Centaurea |

|                       | Phalacrachena |
|                       | |
|                       | \| xxx(Carthamus Gr.)xxx \| Carthamus \| \| \| Carthamus \| \| xxx(Centaurea Gr.)xxx \| Centaurea \| \| \| Centaurea \| |
|                       | |
| xxx(Carthamus Gr.)xxx | Carthamus |
|                       | Carthamus |
| xxx(Centaurea Gr.)xxx | Centaurea |
|                       | Centaurea |

| xxx(Carthamus Gr.)xxx | Carthamus |
|                       | Carthamus |
| xxx(Centaurea Gr.)xxx | Centaurea |
|                       | Centaurea |

|                       | Phalacrachena |
|                       | |
|                       | \| xxx(Carthamus Gr.)xxx \| Carthamus \| \| \| Carthamus \| \| xxx(Centaurea Gr.)xxx \| Centaurea \| \| \| Centaurea \| |
|                       | |
| xxx(Carthamus Gr.)xxx | Carthamus |
|                       | Carthamus |
| xxx(Centaurea Gr.)xxx | Centaurea |
|                       | Centaurea |

| xxx(Carthamus Gr.)xxx | Carthamus |
|                       | Carthamus |
| xxx(Centaurea Gr.)xxx | Centaurea |
|                       | Centaurea |

|                       | Phalacrachena |
|                       | |
|                       | \| xxx(Carthamus Gr.)xxx \| Carthamus \| \| \| Carthamus \| \| xxx(Centaurea Gr.)xxx \| Centaurea \| \| \| Centaurea \| |
|                       | |
| xxx(Carthamus Gr.)xxx | Carthamus |
|                       | Carthamus |
| xxx(Centaurea Gr.)xxx | Centaurea |
|                       | Centaurea |

| xxx(Carthamus Gr.)xxx | Carthamus |
|                       | Carthamus |
| xxx(Centaurea Gr.)xxx | Centaurea |
|                       | Centaurea |

|                       | Phalacrachena |
|                       | |
|                       | \| xxx(Carthamus Gr.)xxx \| Carthamus \| \| \| Carthamus \| \| xxx(Centaurea Gr.)xxx \| Centaurea \| \| \| Centaurea \| |
|                       | |
| xxx(Carthamus Gr.)xxx | Carthamus |
|                       | Carthamus |
| xxx(Centaurea Gr.)xxx | Centaurea |
|                       | Centaurea |

| xxx(Carthamus Gr.)xxx | Carthamus |
|                       | Carthamus |
| xxx(Centaurea Gr.)xxx | Centaurea |
|                       | Centaurea |

|                       | Phalacrachena |
|                       | |
|                       | \| xxx(Carthamus Gr.)xxx \| Carthamus \| \| \| Carthamus \| \| xxx(Centaurea Gr.)xxx \| Centaurea \| \| \| Centaurea \| |
|                       | |
| xxx(Carthamus Gr.)xxx | Carthamus |
|                       | Carthamus |
| xxx(Centaurea Gr.)xxx | Centaurea |
|                       | Centaurea |

| xxx(Carthamus Gr.)xxx | Carthamus |
|                       | Carthamus |
| xxx(Centaurea Gr.)xxx | Centaurea |
|                       | Centaurea |

|                       | Phalacrachena |
|                       | |
|                       | \| xxx(Carthamus Gr.)xxx \| Carthamus \| \| \| Carthamus \| \| xxx(Centaurea Gr.)xxx \| Centaurea \| \| \| Centaurea \| |
|                       | |
| xxx(Carthamus Gr.)xxx | Carthamus |
|                       | Carthamus |
| xxx(Centaurea Gr.)xxx | Centaurea |
|                       | Centaurea |

| xxx(Carthamus Gr.)xxx | Carthamus |
|                       | Carthamus |
| xxx(Centaurea Gr.)xxx | Centaurea |
|                       | Centaurea |

|                       | Phalacrachena |
|                       | |
|                       | \| xxx(Carthamus Gr.)xxx \| Carthamus \| \| \| Carthamus \| \| xxx(Centaurea Gr.)xxx \| Centaurea \| \| \| Centaurea \| |
|                       | |
| xxx(Carthamus Gr.)xxx | Carthamus |
|                       | Carthamus |
| xxx(Centaurea Gr.)xxx | Centaurea |
|                       | Centaurea |

| xxx(Carthamus Gr.)xxx | Carthamus |
|                       | Carthamus |
| xxx(Centaurea Gr.)xxx | Centaurea |
|                       | Centaurea |

|                       | Phalacrachena |
|                       | |
|                       | \| xxx(Carthamus Gr.)xxx \| Carthamus \| \| \| Carthamus \| \| xxx(Centaurea Gr.)xxx \| Centaurea \| \| \| Centaurea \| |
|                       | |
| xxx(Carthamus Gr.)xxx | Carthamus |
|                       | Carthamus |
| xxx(Centaurea Gr.)xxx | Centaurea |
|                       | Centaurea |

| xxx(Carthamus Gr.)xxx | Carthamus |
|                       | Carthamus |
| xxx(Centaurea Gr.)xxx | Centaurea |
|                       | Centaurea |

|                       | Phalacrachena |
|                       | |
|                       | \| xxx(Carthamus Gr.)xxx \| Carthamus \| \| \| Carthamus \| \| xxx(Centaurea Gr.)xxx \| Centaurea \| \| \| Centaurea \| |
|                       | |
| xxx(Carthamus Gr.)xxx | Carthamus |
|                       | Carthamus |
| xxx(Centaurea Gr.)xxx | Centaurea |
|                       | Centaurea |

| xxx(Carthamus Gr.)xxx | Carthamus |
|                       | Carthamus |
| xxx(Centaurea Gr.)xxx | Centaurea |
|                       | Centaurea |

|                       | Phalacrachena |
|                       | |
|                       | \| xxx(Carthamus Gr.)xxx \| Carthamus \| \| \| Carthamus \| \| xxx(Centaurea Gr.)xxx \| Centaurea \| \| \| Centaurea \| |
|                       | |
| xxx(Carthamus Gr.)xxx | Carthamus |
|                       | Carthamus |
| xxx(Centaurea Gr.)xxx | Centaurea |
|                       | Centaurea |

| xxx(Carthamus Gr.)xxx | Carthamus |
|                       | Carthamus |
| xxx(Centaurea Gr.)xxx | Centaurea |
|                       | Centaurea |

|                       | Phalacrachena |
|                       | |
|                       | \| xxx(Carthamus Gr.)xxx \| Carthamus \| \| \| Carthamus \| \| xxx(Centaurea Gr.)xxx \| Centaurea \| \| \| Centaurea \| |
|                       | |
| xxx(Carthamus Gr.)xxx | Carthamus |
|                       | Carthamus |
| xxx(Centaurea Gr.)xxx | Centaurea |
|                       | Centaurea |

| xxx(Carthamus Gr.)xxx | Carthamus |
|                       | Carthamus |
| xxx(Centaurea Gr.)xxx | Centaurea |
|                       | Centaurea |

|  | Volutaria                                                |
|  |                                                          |
|  | \| \| Plagiobasis \| \| \| \| \| \| Amberboa \| \| \| \| |
|  |                                                          |
|  | Plagiobasis                                              |
|  |                                                          |
|  | Amberboa                                                 |
|  |                                                          |

|  | Plagiobasis |
|  |             |
|  | Amberboa    |
|  |             |

| xxxSerratula_Gr.xxx   | Klasea      |
|                       | Klasea      |
| xxxRhaponticum_Gr.xxx | Rhaponticum |
|                       | Rhaponticum |

|                       | Phalacrachena |
|                       | |
|                       | \| xxx(Carthamus Gr.)xxx \| Carthamus \| \| \| Carthamus \| \| xxx(Centaurea Gr.)xxx \| Centaurea \| \| \| Centaurea \| |
|                       | |
| xxx(Carthamus Gr.)xxx | Carthamus |
|                       | Carthamus |
| xxx(Centaurea Gr.)xxx | Centaurea |
|                       | Centaurea |

| xxx(Carthamus Gr.)xxx | Carthamus |
|                       | Carthamus |
| xxx(Centaurea Gr.)xxx | Centaurea |
|                       | Centaurea |

|                       | Phalacrachena |
|                       | |
|                       | \| xxx(Carthamus Gr.)xxx \| Carthamus \| \| \| Carthamus \| \| xxx(Centaurea Gr.)xxx \| Centaurea \| \| \| Centaurea \| |
|                       | |
| xxx(Carthamus Gr.)xxx | Carthamus |
|                       | Carthamus |
| xxx(Centaurea Gr.)xxx | Centaurea |
|                       | Centaurea |

| xxx(Carthamus Gr.)xxx | Carthamus |
|                       | Carthamus |
| xxx(Centaurea Gr.)xxx | Centaurea |
|                       | Centaurea |

|                       | Phalacrachena |
|                       | |
|                       | \| xxx(Carthamus Gr.)xxx \| Carthamus \| \| \| Carthamus \| \| xxx(Centaurea Gr.)xxx \| Centaurea \| \| \| Centaurea \| |
|                       | |
| xxx(Carthamus Gr.)xxx | Carthamus |
|                       | Carthamus |
| xxx(Centaurea Gr.)xxx | Centaurea |
|                       | Centaurea |

| xxx(Carthamus Gr.)xxx | Carthamus |
|                       | Carthamus |
| xxx(Centaurea Gr.)xxx | Centaurea |
|                       | Centaurea |

|                       | Phalacrachena |
|                       | |
|                       | \| xxx(Carthamus Gr.)xxx \| Carthamus \| \| \| Carthamus \| \| xxx(Centaurea Gr.)xxx \| Centaurea \| \| \| Centaurea \| |
|                       | |
| xxx(Carthamus Gr.)xxx | Carthamus |
|                       | Carthamus |
| xxx(Centaurea Gr.)xxx | Centaurea |
|                       | Centaurea |

| xxx(Carthamus Gr.)xxx | Carthamus |
|                       | Carthamus |
| xxx(Centaurea Gr.)xxx | Centaurea |
|                       | Centaurea |

|                       | Phalacrachena |
|                       | |
|                       | \| xxx(Carthamus Gr.)xxx \| Carthamus \| \| \| Carthamus \| \| xxx(Centaurea Gr.)xxx \| Centaurea \| \| \| Centaurea \| |
|                       | |
| xxx(Carthamus Gr.)xxx | Carthamus |
|                       | Carthamus |
| xxx(Centaurea Gr.)xxx | Centaurea |
|                       | Centaurea |

| xxx(Carthamus Gr.)xxx | Carthamus |
|                       | Carthamus |
| xxx(Centaurea Gr.)xxx | Centaurea |
|                       | Centaurea |

|                       | Phalacrachena |
|                       | |
|                       | \| xxx(Carthamus Gr.)xxx \| Carthamus \| \| \| Carthamus \| \| xxx(Centaurea Gr.)xxx \| Centaurea \| \| \| Centaurea \| |
|                       | |
| xxx(Carthamus Gr.)xxx | Carthamus |
|                       | Carthamus |
| xxx(Centaurea Gr.)xxx | Centaurea |
|                       | Centaurea |

| xxx(Carthamus Gr.)xxx | Carthamus |
|                       | Carthamus |
| xxx(Centaurea Gr.)xxx | Centaurea |
|                       | Centaurea |

|                       | Phalacrachena |
|                       | |
|                       | \| xxx(Carthamus Gr.)xxx \| Carthamus \| \| \| Carthamus \| \| xxx(Centaurea Gr.)xxx \| Centaurea \| \| \| Centaurea \| |
|                       | |
| xxx(Carthamus Gr.)xxx | Carthamus |
|                       | Carthamus |
| xxx(Centaurea Gr.)xxx | Centaurea |
|                       | Centaurea |

| xxx(Carthamus Gr.)xxx | Carthamus |
|                       | Carthamus |
| xxx(Centaurea Gr.)xxx | Centaurea |
|                       | Centaurea |

|                       | Phalacrachena |
|                       | |
|                       | \| xxx(Carthamus Gr.)xxx \| Carthamus \| \| \| Carthamus \| \| xxx(Centaurea Gr.)xxx \| Centaurea \| \| \| Centaurea \| |
|                       | |
| xxx(Carthamus Gr.)xxx | Carthamus |
|                       | Carthamus |
| xxx(Centaurea Gr.)xxx | Centaurea |
|                       | Centaurea |

| xxx(Carthamus Gr.)xxx | Carthamus |
|                       | Carthamus |
| xxx(Centaurea Gr.)xxx | Centaurea |
|                       | Centaurea |

|                       | Phalacrachena |
|                       | |
|                       | \| xxx(Carthamus Gr.)xxx \| Carthamus \| \| \| Carthamus \| \| xxx(Centaurea Gr.)xxx \| Centaurea \| \| \| Centaurea \| |
|                       | |
| xxx(Carthamus Gr.)xxx | Carthamus |
|                       | Carthamus |
| xxx(Centaurea Gr.)xxx | Centaurea |
|                       | Centaurea |

| xxx(Carthamus Gr.)xxx | Carthamus |
|                       | Carthamus |
| xxx(Centaurea Gr.)xxx | Centaurea |
|                       | Centaurea |

|                       | Phalacrachena |
|                       | |
|                       | \| xxx(Carthamus Gr.)xxx \| Carthamus \| \| \| Carthamus \| \| xxx(Centaurea Gr.)xxx \| Centaurea \| \| \| Centaurea \| |
|                       | |
| xxx(Carthamus Gr.)xxx | Carthamus |
|                       | Carthamus |
| xxx(Centaurea Gr.)xxx | Centaurea |
|                       | Centaurea |

| xxx(Carthamus Gr.)xxx | Carthamus |
|                       | Carthamus |
| xxx(Centaurea Gr.)xxx | Centaurea |
|                       | Centaurea |

|                       | Phalacrachena |
|                       | |
|                       | \| xxx(Carthamus Gr.)xxx \| Carthamus \| \| \| Carthamus \| \| xxx(Centaurea Gr.)xxx \| Centaurea \| \| \| Centaurea \| |
|                       | |
| xxx(Carthamus Gr.)xxx | Carthamus |
|                       | Carthamus |
| xxx(Centaurea Gr.)xxx | Centaurea |
|                       | Centaurea |

| xxx(Carthamus Gr.)xxx | Carthamus |
|                       | Carthamus |
| xxx(Centaurea Gr.)xxx | Centaurea |
|                       | Centaurea |

|                       | Phalacrachena |
|                       | |
|                       | \| xxx(Carthamus Gr.)xxx \| Carthamus \| \| \| Carthamus \| \| xxx(Centaurea Gr.)xxx \| Centaurea \| \| \| Centaurea \| |
|                       | |
| xxx(Carthamus Gr.)xxx | Carthamus |
|                       | Carthamus |
| xxx(Centaurea Gr.)xxx | Centaurea |
|                       | Centaurea |

| xxx(Carthamus Gr.)xxx | Carthamus |
|                       | Carthamus |
| xxx(Centaurea Gr.)xxx | Centaurea |
|                       | Centaurea |

|                       | Phalacrachena |
|                       | |
|                       | \| xxx(Carthamus Gr.)xxx \| Carthamus \| \| \| Carthamus \| \| xxx(Centaurea Gr.)xxx \| Centaurea \| \| \| Centaurea \| |
|                       | |
| xxx(Carthamus Gr.)xxx | Carthamus |
|                       | Carthamus |
| xxx(Centaurea Gr.)xxx | Centaurea |
|                       | Centaurea |

| xxx(Carthamus Gr.)xxx | Carthamus |
|                       | Carthamus |
| xxx(Centaurea Gr.)xxx | Centaurea |
|                       | Centaurea |

|                       | Phalacrachena |
|                       | |
|                       | \| xxx(Carthamus Gr.)xxx \| Carthamus \| \| \| Carthamus \| \| xxx(Centaurea Gr.)xxx \| Centaurea \| \| \| Centaurea \| |
|                       | |
| xxx(Carthamus Gr.)xxx | Carthamus |
|                       | Carthamus |
| xxx(Centaurea Gr.)xxx | Centaurea |
|                       | Centaurea |

| xxx(Carthamus Gr.)xxx | Carthamus |
|                       | Carthamus |
| xxx(Centaurea Gr.)xxx | Centaurea |
|                       | Centaurea |

|                       | Phalacrachena |
|                       | |
|                       | \| xxx(Carthamus Gr.)xxx \| Carthamus \| \| \| Carthamus \| \| xxx(Centaurea Gr.)xxx \| Centaurea \| \| \| Centaurea \| |
|                       | |
| xxx(Carthamus Gr.)xxx | Carthamus |
|                       | Carthamus |
| xxx(Centaurea Gr.)xxx | Centaurea |
|                       | Centaurea |

| xxx(Carthamus Gr.)xxx | Carthamus |
|                       | Carthamus |
| xxx(Centaurea Gr.)xxx | Centaurea |
|                       | Centaurea |

|                       | Phalacrachena |
|                       | |
|                       | \| xxx(Carthamus Gr.)xxx \| Carthamus \| \| \| Carthamus \| \| xxx(Centaurea Gr.)xxx \| Centaurea \| \| \| Centaurea \| |
|                       | |
| xxx(Carthamus Gr.)xxx | Carthamus |
|                       | Carthamus |
| xxx(Centaurea Gr.)xxx | Centaurea |
|                       | Centaurea |

| xxx(Carthamus Gr.)xxx | Carthamus |
|                       | Carthamus |
| xxx(Centaurea Gr.)xxx | Centaurea |
|                       | Centaurea |

|                       | Phalacrachena |
|                       | |
|                       | \| xxx(Carthamus Gr.)xxx \| Carthamus \| \| \| Carthamus \| \| xxx(Centaurea Gr.)xxx \| Centaurea \| \| \| Centaurea \| |
|                       | |
| xxx(Carthamus Gr.)xxx | Carthamus |
|                       | Carthamus |
| xxx(Centaurea Gr.)xxx | Centaurea |
|                       | Centaurea |

| xxx(Carthamus Gr.)xxx | Carthamus |
|                       | Carthamus |
| xxx(Centaurea Gr.)xxx | Centaurea |
|                       | Centaurea |

|                       | Phalacrachena |
|                       | |
|                       | \| xxx(Carthamus Gr.)xxx \| Carthamus \| \| \| Carthamus \| \| xxx(Centaurea Gr.)xxx \| Centaurea \| \| \| Centaurea \| |
|                       | |
| xxx(Carthamus Gr.)xxx | Carthamus |
|                       | Carthamus |
| xxx(Centaurea Gr.)xxx | Centaurea |
|                       | Centaurea |

| xxx(Carthamus Gr.)xxx | Carthamus |
|                       | Carthamus |
| xxx(Centaurea Gr.)xxx | Centaurea |
|                       | Centaurea |

|                       | Phalacrachena |
|                       | |
|                       | \| xxx(Carthamus Gr.)xxx \| Carthamus \| \| \| Carthamus \| \| xxx(Centaurea Gr.)xxx \| Centaurea \| \| \| Centaurea \| |
|                       | |
| xxx(Carthamus Gr.)xxx | Carthamus |
|                       | Carthamus |
| xxx(Centaurea Gr.)xxx | Centaurea |
|                       | Centaurea |

| xxx(Carthamus Gr.)xxx | Carthamus |
|                       | Carthamus |
| xxx(Centaurea Gr.)xxx | Centaurea |
|                       | Centaurea |

|                       | Phalacrachena |
|                       | |
|                       | \| xxx(Carthamus Gr.)xxx \| Carthamus \| \| \| Carthamus \| \| xxx(Centaurea Gr.)xxx \| Centaurea \| \| \| Centaurea \| |
|                       | |
| xxx(Carthamus Gr.)xxx | Carthamus |
|                       | Carthamus |
| xxx(Centaurea Gr.)xxx | Centaurea |
|                       | Centaurea |

| xxx(Carthamus Gr.)xxx | Carthamus |
|                       | Carthamus |
| xxx(Centaurea Gr.)xxx | Centaurea |
|                       | Centaurea |

|                       | Phalacrachena |
|                       | |
|                       | \| xxx(Carthamus Gr.)xxx \| Carthamus \| \| \| Carthamus \| \| xxx(Centaurea Gr.)xxx \| Centaurea \| \| \| Centaurea \| |
|                       | |
| xxx(Carthamus Gr.)xxx | Carthamus |
|                       | Carthamus |
| xxx(Centaurea Gr.)xxx | Centaurea |
|                       | Centaurea |

| xxx(Carthamus Gr.)xxx | Carthamus |
|                       | Carthamus |
| xxx(Centaurea Gr.)xxx | Centaurea |
|                       | Centaurea |

|                       | Phalacrachena |
|                       | |
|                       | \| xxx(Carthamus Gr.)xxx \| Carthamus \| \| \| Carthamus \| \| xxx(Centaurea Gr.)xxx \| Centaurea \| \| \| Centaurea \| |
|                       | |
| xxx(Carthamus Gr.)xxx | Carthamus |
|                       | Carthamus |
| xxx(Centaurea Gr.)xxx | Centaurea |
|                       | Centaurea |

| xxx(Carthamus Gr.)xxx | Carthamus |
|                       | Carthamus |
| xxx(Centaurea Gr.)xxx | Centaurea |
|                       | Centaurea |

|                       | Phalacrachena |
|                       | |
|                       | \| xxx(Carthamus Gr.)xxx \| Carthamus \| \| \| Carthamus \| \| xxx(Centaurea Gr.)xxx \| Centaurea \| \| \| Centaurea \| |
|                       | |
| xxx(Carthamus Gr.)xxx | Carthamus |
|                       | Carthamus |
| xxx(Centaurea Gr.)xxx | Centaurea |
|                       | Centaurea |

| xxx(Carthamus Gr.)xxx | Carthamus |
|                       | Carthamus |
| xxx(Centaurea Gr.)xxx | Centaurea |
|                       | Centaurea |

|                       | Phalacrachena |
|                       | |
|                       | \| xxx(Carthamus Gr.)xxx \| Carthamus \| \| \| Carthamus \| \| xxx(Centaurea Gr.)xxx \| Centaurea \| \| \| Centaurea \| |
|                       | |
| xxx(Carthamus Gr.)xxx | Carthamus |
|                       | Carthamus |
| xxx(Centaurea Gr.)xxx | Centaurea |
|                       | Centaurea |

| xxx(Carthamus Gr.)xxx | Carthamus |
|                       | Carthamus |
| xxx(Centaurea Gr.)xxx | Centaurea |
|                       | Centaurea |

|                       | Phalacrachena |
|                       | |
|                       | \| xxx(Carthamus Gr.)xxx \| Carthamus \| \| \| Carthamus \| \| xxx(Centaurea Gr.)xxx \| Centaurea \| \| \| Centaurea \| |
|                       | |
| xxx(Carthamus Gr.)xxx | Carthamus |
|                       | Carthamus |
| xxx(Centaurea Gr.)xxx | Centaurea |
|                       | Centaurea |

| xxx(Carthamus Gr.)xxx | Carthamus |
|                       | Carthamus |
| xxx(Centaurea Gr.)xxx | Centaurea |
|                       | Centaurea |

|                       | Phalacrachena |
|                       | |
|                       | \| xxx(Carthamus Gr.)xxx \| Carthamus \| \| \| Carthamus \| \| xxx(Centaurea Gr.)xxx \| Centaurea \| \| \| Centaurea \| |
|                       | |
| xxx(Carthamus Gr.)xxx | Carthamus |
|                       | Carthamus |
| xxx(Centaurea Gr.)xxx | Centaurea |
|                       | Centaurea |

| xxx(Carthamus Gr.)xxx | Carthamus |
|                       | Carthamus |
| xxx(Centaurea Gr.)xxx | Centaurea |
|                       | Centaurea |

|                       | Phalacrachena |
|                       | |
|                       | \| xxx(Carthamus Gr.)xxx \| Carthamus \| \| \| Carthamus \| \| xxx(Centaurea Gr.)xxx \| Centaurea \| \| \| Centaurea \| |
|                       | |
| xxx(Carthamus Gr.)xxx | Carthamus |
|                       | Carthamus |
| xxx(Centaurea Gr.)xxx | Centaurea |
|                       | Centaurea |

| xxx(Carthamus Gr.)xxx | Carthamus |
|                       | Carthamus |
| xxx(Centaurea Gr.)xxx | Centaurea |
|                       | Centaurea |

|                       | Phalacrachena |
|                       | |
|                       | \| xxx(Carthamus Gr.)xxx \| Carthamus \| \| \| Carthamus \| \| xxx(Centaurea Gr.)xxx \| Centaurea \| \| \| Centaurea \| |
|                       | |
| xxx(Carthamus Gr.)xxx | Carthamus |
|                       | Carthamus |
| xxx(Centaurea Gr.)xxx | Centaurea |
|                       | Centaurea |

| xxx(Carthamus Gr.)xxx | Carthamus |
|                       | Carthamus |
| xxx(Centaurea Gr.)xxx | Centaurea |
|                       | Centaurea |

|                       | Phalacrachena |
|                       | |
|                       | \| xxx(Carthamus Gr.)xxx \| Carthamus \| \| \| Carthamus \| \| xxx(Centaurea Gr.)xxx \| Centaurea \| \| \| Centaurea \| |
|                       | |
| xxx(Carthamus Gr.)xxx | Carthamus |
|                       | Carthamus |
| xxx(Centaurea Gr.)xxx | Centaurea |
|                       | Centaurea |

| xxx(Carthamus Gr.)xxx | Carthamus |
|                       | Carthamus |
| xxx(Centaurea Gr.)xxx | Centaurea |
|                       | Centaurea |

|                       | Phalacrachena |
|                       | |
|                       | \| xxx(Carthamus Gr.)xxx \| Carthamus \| \| \| Carthamus \| \| xxx(Centaurea Gr.)xxx \| Centaurea \| \| \| Centaurea \| |
|                       | |
| xxx(Carthamus Gr.)xxx | Carthamus |
|                       | Carthamus |
| xxx(Centaurea Gr.)xxx | Centaurea |
|                       | Centaurea |

| xxx(Carthamus Gr.)xxx | Carthamus |
|                       | Carthamus |
| xxx(Centaurea Gr.)xxx | Centaurea |
|                       | Centaurea |

|                       | Phalacrachena |
|                       | |
|                       | \| xxx(Carthamus Gr.)xxx \| Carthamus \| \| \| Carthamus \| \| xxx(Centaurea Gr.)xxx \| Centaurea \| \| \| Centaurea \| |
|                       | |
| xxx(Carthamus Gr.)xxx | Carthamus |
|                       | Carthamus |
| xxx(Centaurea Gr.)xxx | Centaurea |
|                       | Centaurea |

| xxx(Carthamus Gr.)xxx | Carthamus |
|                       | Carthamus |
| xxx(Centaurea Gr.)xxx | Centaurea |
|                       | Centaurea |

|                       | Phalacrachena |
|                       | |
|                       | \| xxx(Carthamus Gr.)xxx \| Carthamus \| \| \| Carthamus \| \| xxx(Centaurea Gr.)xxx \| Centaurea \| \| \| Centaurea \| |
|                       | |
| xxx(Carthamus Gr.)xxx | Carthamus |
|                       | Carthamus |
| xxx(Centaurea Gr.)xxx | Centaurea |
|                       | Centaurea |

| xxx(Carthamus Gr.)xxx | Carthamus |
|                       | Carthamus |
| xxx(Centaurea Gr.)xxx | Centaurea |
|                       | Centaurea |

| xxxSerratula_Gr.xxx   | Klasea      |
|                       | Klasea      |
| xxxRhaponticum_Gr.xxx | Rhaponticum |
|                       | Rhaponticum |

|                       | Phalacrachena |
|                       | |
|                       | \| xxx(Carthamus Gr.)xxx \| Carthamus \| \| \| Carthamus \| \| xxx(Centaurea Gr.)xxx \| Centaurea \| \| \| Centaurea \| |
|                       | |
| xxx(Carthamus Gr.)xxx | Carthamus |
|                       | Carthamus |
| xxx(Centaurea Gr.)xxx | Centaurea |
|                       | Centaurea |

| xxx(Carthamus Gr.)xxx | Carthamus |
|                       | Carthamus |
| xxx(Centaurea Gr.)xxx | Centaurea |
|                       | Centaurea |

|                       | Phalacrachena |
|                       | |
|                       | \| xxx(Carthamus Gr.)xxx \| Carthamus \| \| \| Carthamus \| \| xxx(Centaurea Gr.)xxx \| Centaurea \| \| \| Centaurea \| |
|                       | |
| xxx(Carthamus Gr.)xxx | Carthamus |
|                       | Carthamus |
| xxx(Centaurea Gr.)xxx | Centaurea |
|                       | Centaurea |

| xxx(Carthamus Gr.)xxx | Carthamus |
|                       | Carthamus |
| xxx(Centaurea Gr.)xxx | Centaurea |
|                       | Centaurea |

|                       | Phalacrachena |
|                       | |
|                       | \| xxx(Carthamus Gr.)xxx \| Carthamus \| \| \| Carthamus \| \| xxx(Centaurea Gr.)xxx \| Centaurea \| \| \| Centaurea \| |
|                       | |
| xxx(Carthamus Gr.)xxx | Carthamus |
|                       | Carthamus |
| xxx(Centaurea Gr.)xxx | Centaurea |
|                       | Centaurea |

| xxx(Carthamus Gr.)xxx | Carthamus |
|                       | Carthamus |
| xxx(Centaurea Gr.)xxx | Centaurea |
|                       | Centaurea |

|                       | Phalacrachena |
|                       | |
|                       | \| xxx(Carthamus Gr.)xxx \| Carthamus \| \| \| Carthamus \| \| xxx(Centaurea Gr.)xxx \| Centaurea \| \| \| Centaurea \| |
|                       | |
| xxx(Carthamus Gr.)xxx | Carthamus |
|                       | Carthamus |
| xxx(Centaurea Gr.)xxx | Centaurea |
|                       | Centaurea |

| xxx(Carthamus Gr.)xxx | Carthamus |
|                       | Carthamus |
| xxx(Centaurea Gr.)xxx | Centaurea |
|                       | Centaurea |

|                       | Phalacrachena |
|                       | |
|                       | \| xxx(Carthamus Gr.)xxx \| Carthamus \| \| \| Carthamus \| \| xxx(Centaurea Gr.)xxx \| Centaurea \| \| \| Centaurea \| |
|                       | |
| xxx(Carthamus Gr.)xxx | Carthamus |
|                       | Carthamus |
| xxx(Centaurea Gr.)xxx | Centaurea |
|                       | Centaurea |

| xxx(Carthamus Gr.)xxx | Carthamus |
|                       | Carthamus |
| xxx(Centaurea Gr.)xxx | Centaurea |
|                       | Centaurea |

|                       | Phalacrachena |
|                       | |
|                       | \| xxx(Carthamus Gr.)xxx \| Carthamus \| \| \| Carthamus \| \| xxx(Centaurea Gr.)xxx \| Centaurea \| \| \| Centaurea \| |
|                       | |
| xxx(Carthamus Gr.)xxx | Carthamus |
|                       | Carthamus |
| xxx(Centaurea Gr.)xxx | Centaurea |
|                       | Centaurea |

| xxx(Carthamus Gr.)xxx | Carthamus |
|                       | Carthamus |
| xxx(Centaurea Gr.)xxx | Centaurea |
|                       | Centaurea |

|                       | Phalacrachena |
|                       | |
|                       | \| xxx(Carthamus Gr.)xxx \| Carthamus \| \| \| Carthamus \| \| xxx(Centaurea Gr.)xxx \| Centaurea \| \| \| Centaurea \| |
|                       | |
| xxx(Carthamus Gr.)xxx | Carthamus |
|                       | Carthamus |
| xxx(Centaurea Gr.)xxx | Centaurea |
|                       | Centaurea |

| xxx(Carthamus Gr.)xxx | Carthamus |
|                       | Carthamus |
| xxx(Centaurea Gr.)xxx | Centaurea |
|                       | Centaurea |

|                       | Phalacrachena |
|                       | |
|                       | \| xxx(Carthamus Gr.)xxx \| Carthamus \| \| \| Carthamus \| \| xxx(Centaurea Gr.)xxx \| Centaurea \| \| \| Centaurea \| |
|                       | |
| xxx(Carthamus Gr.)xxx | Carthamus |
|                       | Carthamus |
| xxx(Centaurea Gr.)xxx | Centaurea |
|                       | Centaurea |

| xxx(Carthamus Gr.)xxx | Carthamus |
|                       | Carthamus |
| xxx(Centaurea Gr.)xxx | Centaurea |
|                       | Centaurea |

|                       | Phalacrachena |
|                       | |
|                       | \| xxx(Carthamus Gr.)xxx \| Carthamus \| \| \| Carthamus \| \| xxx(Centaurea Gr.)xxx \| Centaurea \| \| \| Centaurea \| |
|                       | |
| xxx(Carthamus Gr.)xxx | Carthamus |
|                       | Carthamus |
| xxx(Centaurea Gr.)xxx | Centaurea |
|                       | Centaurea |

| xxx(Carthamus Gr.)xxx | Carthamus |
|                       | Carthamus |
| xxx(Centaurea Gr.)xxx | Centaurea |
|                       | Centaurea |

|                       | Phalacrachena |
|                       | |
|                       | \| xxx(Carthamus Gr.)xxx \| Carthamus \| \| \| Carthamus \| \| xxx(Centaurea Gr.)xxx \| Centaurea \| \| \| Centaurea \| |
|                       | |
| xxx(Carthamus Gr.)xxx | Carthamus |
|                       | Carthamus |
| xxx(Centaurea Gr.)xxx | Centaurea |
|                       | Centaurea |

| xxx(Carthamus Gr.)xxx | Carthamus |
|                       | Carthamus |
| xxx(Centaurea Gr.)xxx | Centaurea |
|                       | Centaurea |

|                       | Phalacrachena |
|                       | |
|                       | \| xxx(Carthamus Gr.)xxx \| Carthamus \| \| \| Carthamus \| \| xxx(Centaurea Gr.)xxx \| Centaurea \| \| \| Centaurea \| |
|                       | |
| xxx(Carthamus Gr.)xxx | Carthamus |
|                       | Carthamus |
| xxx(Centaurea Gr.)xxx | Centaurea |
|                       | Centaurea |

| xxx(Carthamus Gr.)xxx | Carthamus |
|                       | Carthamus |
| xxx(Centaurea Gr.)xxx | Centaurea |
|                       | Centaurea |

|                       | Phalacrachena |
|                       | |
|                       | \| xxx(Carthamus Gr.)xxx \| Carthamus \| \| \| Carthamus \| \| xxx(Centaurea Gr.)xxx \| Centaurea \| \| \| Centaurea \| |
|                       | |
| xxx(Carthamus Gr.)xxx | Carthamus |
|                       | Carthamus |
| xxx(Centaurea Gr.)xxx | Centaurea |
|                       | Centaurea |

| xxx(Carthamus Gr.)xxx | Carthamus |
|                       | Carthamus |
| xxx(Centaurea Gr.)xxx | Centaurea |
|                       | Centaurea |

|                       | Phalacrachena |
|                       | |
|                       | \| xxx(Carthamus Gr.)xxx \| Carthamus \| \| \| Carthamus \| \| xxx(Centaurea Gr.)xxx \| Centaurea \| \| \| Centaurea \| |
|                       | |
| xxx(Carthamus Gr.)xxx | Carthamus |
|                       | Carthamus |
| xxx(Centaurea Gr.)xxx | Centaurea |
|                       | Centaurea |

| xxx(Carthamus Gr.)xxx | Carthamus |
|                       | Carthamus |
| xxx(Centaurea Gr.)xxx | Centaurea |
|                       | Centaurea |

|                       | Phalacrachena |
|                       | |
|                       | \| xxx(Carthamus Gr.)xxx \| Carthamus \| \| \| Carthamus \| \| xxx(Centaurea Gr.)xxx \| Centaurea \| \| \| Centaurea \| |
|                       | |
| xxx(Carthamus Gr.)xxx | Carthamus |
|                       | Carthamus |
| xxx(Centaurea Gr.)xxx | Centaurea |
|                       | Centaurea |

| xxx(Carthamus Gr.)xxx | Carthamus |
|                       | Carthamus |
| xxx(Centaurea Gr.)xxx | Centaurea |
|                       | Centaurea |

|                       | Phalacrachena |
|                       | |
|                       | \| xxx(Carthamus Gr.)xxx \| Carthamus \| \| \| Carthamus \| \| xxx(Centaurea Gr.)xxx \| Centaurea \| \| \| Centaurea \| |
|                       | |
| xxx(Carthamus Gr.)xxx | Carthamus |
|                       | Carthamus |
| xxx(Centaurea Gr.)xxx | Centaurea |
|                       | Centaurea |

| xxx(Carthamus Gr.)xxx | Carthamus |
|                       | Carthamus |
| xxx(Centaurea Gr.)xxx | Centaurea |
|                       | Centaurea |

|                       | Phalacrachena |
|                       | |
|                       | \| xxx(Carthamus Gr.)xxx \| Carthamus \| \| \| Carthamus \| \| xxx(Centaurea Gr.)xxx \| Centaurea \| \| \| Centaurea \| |
|                       | |
| xxx(Carthamus Gr.)xxx | Carthamus |
|                       | Carthamus |
| xxx(Centaurea Gr.)xxx | Centaurea |
|                       | Centaurea |

| xxx(Carthamus Gr.)xxx | Carthamus |
|                       | Carthamus |
| xxx(Centaurea Gr.)xxx | Centaurea |
|                       | Centaurea |

|                       | Phalacrachena |
|                       | |
|                       | \| xxx(Carthamus Gr.)xxx \| Carthamus \| \| \| Carthamus \| \| xxx(Centaurea Gr.)xxx \| Centaurea \| \| \| Centaurea \| |
|                       | |
| xxx(Carthamus Gr.)xxx | Carthamus |
|                       | Carthamus |
| xxx(Centaurea Gr.)xxx | Centaurea |
|                       | Centaurea |

| xxx(Carthamus Gr.)xxx | Carthamus |
|                       | Carthamus |
| xxx(Centaurea Gr.)xxx | Centaurea |
|                       | Centaurea |

|                       | Phalacrachena |
|                       | |
|                       | \| xxx(Carthamus Gr.)xxx \| Carthamus \| \| \| Carthamus \| \| xxx(Centaurea Gr.)xxx \| Centaurea \| \| \| Centaurea \| |
|                       | |
| xxx(Carthamus Gr.)xxx | Carthamus |
|                       | Carthamus |
| xxx(Centaurea Gr.)xxx | Centaurea |
|                       | Centaurea |

| xxx(Carthamus Gr.)xxx | Carthamus |
|                       | Carthamus |
| xxx(Centaurea Gr.)xxx | Centaurea |
|                       | Centaurea |

|                       | Phalacrachena |
|                       | |
|                       | \| xxx(Carthamus Gr.)xxx \| Carthamus \| \| \| Carthamus \| \| xxx(Centaurea Gr.)xxx \| Centaurea \| \| \| Centaurea \| |
|                       | |
| xxx(Carthamus Gr.)xxx | Carthamus |
|                       | Carthamus |
| xxx(Centaurea Gr.)xxx | Centaurea |
|                       | Centaurea |

| xxx(Carthamus Gr.)xxx | Carthamus |
|                       | Carthamus |
| xxx(Centaurea Gr.)xxx | Centaurea |
|                       | Centaurea |

|                       | Phalacrachena |
|                       | |
|                       | \| xxx(Carthamus Gr.)xxx \| Carthamus \| \| \| Carthamus \| \| xxx(Centaurea Gr.)xxx \| Centaurea \| \| \| Centaurea \| |
|                       | |
| xxx(Carthamus Gr.)xxx | Carthamus |
|                       | Carthamus |
| xxx(Centaurea Gr.)xxx | Centaurea |
|                       | Centaurea |

| xxx(Carthamus Gr.)xxx | Carthamus |
|                       | Carthamus |
| xxx(Centaurea Gr.)xxx | Centaurea |
|                       | Centaurea |

|                       | Phalacrachena |
|                       | |
|                       | \| xxx(Carthamus Gr.)xxx \| Carthamus \| \| \| Carthamus \| \| xxx(Centaurea Gr.)xxx \| Centaurea \| \| \| Centaurea \| |
|                       | |
| xxx(Carthamus Gr.)xxx | Carthamus |
|                       | Carthamus |
| xxx(Centaurea Gr.)xxx | Centaurea |
|                       | Centaurea |

| xxx(Carthamus Gr.)xxx | Carthamus |
|                       | Carthamus |
| xxx(Centaurea Gr.)xxx | Centaurea |
|                       | Centaurea |

|                       | Phalacrachena |
|                       | |
|                       | \| xxx(Carthamus Gr.)xxx \| Carthamus \| \| \| Carthamus \| \| xxx(Centaurea Gr.)xxx \| Centaurea \| \| \| Centaurea \| |
|                       | |
| xxx(Carthamus Gr.)xxx | Carthamus |
|                       | Carthamus |
| xxx(Centaurea Gr.)xxx | Centaurea |
|                       | Centaurea |

| xxx(Carthamus Gr.)xxx | Carthamus |
|                       | Carthamus |
| xxx(Centaurea Gr.)xxx | Centaurea |
|                       | Centaurea |

|                       | Phalacrachena |
|                       | |
|                       | \| xxx(Carthamus Gr.)xxx \| Carthamus \| \| \| Carthamus \| \| xxx(Centaurea Gr.)xxx \| Centaurea \| \| \| Centaurea \| |
|                       | |
| xxx(Carthamus Gr.)xxx | Carthamus |
|                       | Carthamus |
| xxx(Centaurea Gr.)xxx | Centaurea |
|                       | Centaurea |

| xxx(Carthamus Gr.)xxx | Carthamus |
|                       | Carthamus |
| xxx(Centaurea Gr.)xxx | Centaurea |
|                       | Centaurea |

|                       | Phalacrachena |
|                       | |
|                       | \| xxx(Carthamus Gr.)xxx \| Carthamus \| \| \| Carthamus \| \| xxx(Centaurea Gr.)xxx \| Centaurea \| \| \| Centaurea \| |
|                       | |
| xxx(Carthamus Gr.)xxx | Carthamus |
|                       | Carthamus |
| xxx(Centaurea Gr.)xxx | Centaurea |
|                       | Centaurea |

| xxx(Carthamus Gr.)xxx | Carthamus |
|                       | Carthamus |
| xxx(Centaurea Gr.)xxx | Centaurea |
|                       | Centaurea |

|                       | Phalacrachena |
|                       | |
|                       | \| xxx(Carthamus Gr.)xxx \| Carthamus \| \| \| Carthamus \| \| xxx(Centaurea Gr.)xxx \| Centaurea \| \| \| Centaurea \| |
|                       | |
| xxx(Carthamus Gr.)xxx | Carthamus |
|                       | Carthamus |
| xxx(Centaurea Gr.)xxx | Centaurea |
|                       | Centaurea |

| xxx(Carthamus Gr.)xxx | Carthamus |
|                       | Carthamus |
| xxx(Centaurea Gr.)xxx | Centaurea |
|                       | Centaurea |

|                       | Phalacrachena |
|                       | |
|                       | \| xxx(Carthamus Gr.)xxx \| Carthamus \| \| \| Carthamus \| \| xxx(Centaurea Gr.)xxx \| Centaurea \| \| \| Centaurea \| |
|                       | |
| xxx(Carthamus Gr.)xxx | Carthamus |
|                       | Carthamus |
| xxx(Centaurea Gr.)xxx | Centaurea |
|                       | Centaurea |

| xxx(Carthamus Gr.)xxx | Carthamus |
|                       | Carthamus |
| xxx(Centaurea Gr.)xxx | Centaurea |
|                       | Centaurea |

|                       | Phalacrachena |
|                       | |
|                       | \| xxx(Carthamus Gr.)xxx \| Carthamus \| \| \| Carthamus \| \| xxx(Centaurea Gr.)xxx \| Centaurea \| \| \| Centaurea \| |
|                       | |
| xxx(Carthamus Gr.)xxx | Carthamus |
|                       | Carthamus |
| xxx(Centaurea Gr.)xxx | Centaurea |
|                       | Centaurea |

| xxx(Carthamus Gr.)xxx | Carthamus |
|                       | Carthamus |
| xxx(Centaurea Gr.)xxx | Centaurea |
|                       | Centaurea |

|                       | Phalacrachena |
|                       | |
|                       | \| xxx(Carthamus Gr.)xxx \| Carthamus \| \| \| Carthamus \| \| xxx(Centaurea Gr.)xxx \| Centaurea \| \| \| Centaurea \| |
|                       | |
| xxx(Carthamus Gr.)xxx | Carthamus |
|                       | Carthamus |
| xxx(Centaurea Gr.)xxx | Centaurea |
|                       | Centaurea |

| xxx(Carthamus Gr.)xxx | Carthamus |
|                       | Carthamus |
| xxx(Centaurea Gr.)xxx | Centaurea |
|                       | Centaurea |

|                       | Phalacrachena |
|                       | |
|                       | \| xxx(Carthamus Gr.)xxx \| Carthamus \| \| \| Carthamus \| \| xxx(Centaurea Gr.)xxx \| Centaurea \| \| \| Centaurea \| |
|                       | |
| xxx(Carthamus Gr.)xxx | Carthamus |
|                       | Carthamus |
| xxx(Centaurea Gr.)xxx | Centaurea |
|                       | Centaurea |

| xxx(Carthamus Gr.)xxx | Carthamus |
|                       | Carthamus |
| xxx(Centaurea Gr.)xxx | Centaurea |
|                       | Centaurea |

|                       | Phalacrachena |
|                       | |
|                       | \| xxx(Carthamus Gr.)xxx \| Carthamus \| \| \| Carthamus \| \| xxx(Centaurea Gr.)xxx \| Centaurea \| \| \| Centaurea \| |
|                       | |
| xxx(Carthamus Gr.)xxx | Carthamus |
|                       | Carthamus |
| xxx(Centaurea Gr.)xxx | Centaurea |
|                       | Centaurea |

| xxx(Carthamus Gr.)xxx | Carthamus |
|                       | Carthamus |
| xxx(Centaurea Gr.)xxx | Centaurea |
|                       | Centaurea |

|                       | Phalacrachena |
|                       | |
|                       | \| xxx(Carthamus Gr.)xxx \| Carthamus \| \| \| Carthamus \| \| xxx(Centaurea Gr.)xxx \| Centaurea \| \| \| Centaurea \| |
|                       | |
| xxx(Carthamus Gr.)xxx | Carthamus |
|                       | Carthamus |
| xxx(Centaurea Gr.)xxx | Centaurea |
|                       | Centaurea |

| xxx(Carthamus Gr.)xxx | Carthamus |
|                       | Carthamus |
| xxx(Centaurea Gr.)xxx | Centaurea |
|                       | Centaurea |

|                       | Phalacrachena |
|                       | |
|                       | \| xxx(Carthamus Gr.)xxx \| Carthamus \| \| \| Carthamus \| \| xxx(Centaurea Gr.)xxx \| Centaurea \| \| \| Centaurea \| |
|                       | |
| xxx(Carthamus Gr.)xxx | Carthamus |
|                       | Carthamus |
| xxx(Centaurea Gr.)xxx | Centaurea |
|                       | Centaurea |

| xxx(Carthamus Gr.)xxx | Carthamus |
|                       | Carthamus |
| xxx(Centaurea Gr.)xxx | Centaurea |
|                       | Centaurea |

I gruppi informali nel dettaglio.

#### Psephellus Group
Nell'ambito della sottotribù questo gruppo tassonomico informale, formato dai generi Zoegea e Psephellus è posizionato, da un punto di vista filogenetico, nella zona centrale delle Centaureinae. In precedenza le specie di questo gruppo erano descritte all'interno del gruppo informale Basal Grade" insieme ai generi Cheirolophus Cass., Crupina (Pers.) DC., Phalacrachena Iljin, Plectocephalus D. Don, Rhaponticoides Vaill., Schischkinia Iljin e Stizolophus Cass. ma anche nel gruppo "Plectocephalus Group". Il gruppo in precedenti studi occupava una posizione più "basale".
Il gruppo comprende 2 generi e 114 specie:
| Genere                 | N. specie | Distribuzione                                   |
| ---------------------- | --------- | ----------------------------------------------- |
| Psephellus Cass., 1826 | 111 spp.  | Siberia, Caucaso e Asia occidentale             |
| Zoegea L., 1767        | 3 spp.    | Turchia, regione Irano-Turanica e Asia centrale |

#### Plectocephalus Group
Nell'ambito della sottotribù questo gruppo tassonomico informale "Plectocephalus Group" è posizionato, da un punto di vista filogenetico, nella zona centrale delle Centaureinae e, in base alle attuali conoscenze, non si tratta di un clade monofiletico.  In precedenti studi il gruppo "Plectocephalus" (chiamato con un nome diverso: "Basal Grade" o "Basal Genera") occupava una posizione più "basale". Le ultime ricerche (2019) sembrano non confermare più l'unitarietà del gruppo: Plectocephalus, il genere più importante del gruppo, mantiene una posizione centrale insieme al genere Centaurodendron Johow (non riconosciuto da tutti gli Autori); Cheirolophus si trova in posizione "basale" vicino al genere Rhaponticum (del gruppo informale Rhaponticum Group); Crupina è vicino al genere Centaurea e quindi al "core" delle Centaureinae; Phalacrachena e Rhaponticoides si mantengono vicini a Plectocephalus ma con in mezzo il Psephellus Group.
Il gruppo comprende 7 generi e 78 specie:
| Genere                      | N. specie                                              | Distribuzione                                                       |
| --------------------------- | ------------------------------------------------------ | ------------------------------------------------------------------- |
| Cheirolophus Cass., 1827    | 27                                                     | Europa occidentale e Africa nord-occidentale.                       |
| Crupina (Pers.) DC., 1810   | 3                                                      | Dall'Europa mediterranea fino all'Asia centrale (Cina occidentale). |
| Phalacrachena Iljin, 1936   | 2                                                      | Europa orientale e Asia (dalla Mongolia al Caucaso).                |
| Plectocephalus D.Don, 1830  | 8                                                      | America e Etiopia                                                   |
| Rhaponticoides Vaill., 1754 | 33                                                     | Regione Irano-Turanica (o Irano-Turaniana) e Mediterranea           |
| Schischkinia ljin, 1935     | Una specie: Schischkinia albispina (Bunge) Iljin, 1935 | Semi-deserti delle steppe dell'Asia centrale                        |
| Stizolophus Cass., 1826     | 4                                                      | Caucaso e regione Turanica                                          |

#### Serratula Group
"Serratula Group" (chiamato anche "Klasea Group") composto dai generi Klasea Cass e Serratula L, nell'ambito della sottotribù Centaureinae e da un punto di vista filogenetico, si trova più o meno in una posizione centrale vicino al gruppo informale Rhaponticun Group.
In studi precedenti nel gruppo era inserito anche il genere Nikitinia Iljin, ora sinonimo di Klasea.
Il gruppo comprende 2 generi e 59 specie:
| Genere             | N. specie | Distribuzione |
| ------------------ | --------- | ------------- |
| Klasea Cass., 1825 | 55        | Eurasia       |
| Serratula L., 1753 | 4         | Eurasia       |

#### Volutaria Group
Il gruppo informale "Volutaria Group" è composto da 8 generi e, nell'ambito della sottotribù Centaureinae da un punto di vista filogenetico, si trova in posizione "basale", ossia è stato il primo gruppo a separarsi dagli altri generi.
La ricostruzione delle affinità e delle relazioni tra i generi del gruppo "Volutaria Group" è molto difficile e problematica. Alcuni studi fanno rientrare il genere Serratula in questo gruppo, altri lo considerano come sottogruppo specifico con altri due generi (Klasea e Nikitinia). La descrizione di un nuovo genere Archiserratula (Martins 2006) potrebbe appartenere a questo gruppo. La distribuzione è concentrata soprattutto tra l'Europa mediterranea e l'Asia centrale.
Un recente studio (2019) ha analizzato la posizione filogenetica dei tre generi più importanti di questo gruppo confermando la loro posizione "basale" nell'ambito della sottotribù. Il cladogramma seguente è il risultato di questo studio:
Il gruppo comprende 8 generi e 59 specie:
| Genere                       | N. specie                                          | Distribuzione                                                          |
| ---------------------------- | -------------------------------------------------- | ---------------------------------------------------------------------- |
| Amberboa (Pers.) Less., 1832 | 12                                                 | Dall'Anatolia alla Cina occidentale.                                   |
| Goniocaulon Cass., 1817      | Una specie: Goniocaulon indicum C.B.Clarke, 1876   | Africa orientale e India                                               |
| Karvandarina Rech.f., 1950   | 2                                                  | Iran e Pakistan                                                        |
| Mantisalca Cass., 1818       | 6                                                  | Mediterraneo (compresa Nord-Africa) e in Anatolia                      |
| Plagiobasis Schrenk, 1845    | Una specie: Plagiobasis centauroides Schrenk, 1845 | Dal Caucaso alla Cina occidentale                                      |
| Russowia C.Winkl., 1890      | Una specie: Russowia sogdiana B.Fedtsch., 1912     | Deserti dell'Asia centrale                                             |
| Tricholepis DC., 1833        | 20                                                 | Dall'Iran alla Cina centrale                                           |
| Volutaria Cass., 1816        | 16                                                 | Mediterraneo meridionale, Africa settentrionale, Penisola Araba e Iran |

#### Rhaponticum Group
Il gruppo Rhaponticum Group, formato da 6 generi, nell'ambito della sottotribù è abbastanza "basale" tra i gruppi informali Volutaria Group e Serratula Group.
I principali caratteri distintivi del gruppo sono:
- l'habitus principalmente è formato da erbe perenni (raramente annuali) senza spine;
- i capolini sono omogamici;
- gli apici delle brattee dell'involucro sono larghi, scariosi (ma non spinosi) e bianco-argentati;
- i frutti acheni spesso sono dimorfici;
- il pappo raccolto in una anello è deciduo.

La circoscrizione del "Rhaponticum Group" è confermata anche da studi di tipo filogenetico. In particolare il gruppo risulta monofiletico e strettamente legato (come “gruppo fratello”) al genere Klasea Cass. (genere appartenente alle stessa sottotribù ma ad un altro gruppo: "Serratula Group").
Con l'inclusione dei due generi Acroptilon e Leuzea  (e del genere sinonimo Stemmacantha Cass.) il genere Rhaponticum risulta monofiletico. Alcuni studi descrivono in questo gruppo anche il genere Karvandarina (qui posizionato nel Volutaria group); inoltre la descrizione di un nuovo genere Klaseopsis (Martins 2006) potrebbe appartenere a questo gruppo. La distribuzione di questo gruppo è concentrata in Asia occidentale.
Alcune checklist propongono le specie del genere Rhaponticum all'interno del genere Leuzea e in particolare considerano Rhaponticum un sinonimo di Centaurea. Inoltre il genere Mantisalca Cass., attualmente inserito nel "Volutaria Group", in alcuni studi è circoscritto nel gruppo di questa voce.
Il gruppo comprende 6 generi con 37 specie:
| Genere                                    | N. specie                                        | Distribuzione                 |
| ----------------------------------------- | ------------------------------------------------ | ----------------------------- |
| Callicephalus C. A. Mey., 1831            | Una specie: C. nitens (M.Bieb.) C. A. Mey.       | Asia (occidentale e centrale) |
| Centaurothamnus Wagenitz & Dittrich, 1982 | Una specie: C. maximus Wagenitz & Dittrich       | Yemen                         |
| Myopordon Boiss., 1846                    | 6 spp.                                           | Asia occidentale              |
| Ochrocephala Dittrich, 1983               | Una specie: O. imatongensis (Philipson) Dittrich | Africa e India                |
| Oligochaeta (DC.) K. Koch, 1843           | 3 spp.                                           | dal Caucaso all'India         |
| Rhaponticum Vaill., 1754                  | 25 spp.                                          | Eurasia                       |

#### Carthamus Group
La posizione filogenetica di "Carthamus Group" nell'ambito della sottotribù è vicina al "core" della sottotribù e dagli ultimi studi risulta essere più o meno il "gruppo fratello" del genere Centaurea (Centaurea Group).

Questo gruppo è caratterizzato da un habitus erbaceo (raramente arbustivo) con cicli biologici annuali o perenni; la maggior parte delle specie sono ricoperte di spine; le foglie hanno una lamna a contorno pennato (raramente sono intere); i capolini sono omogami; gli acheni hanno delle forme compresse con superficie molto dura è spesso glabra; qualche volta gli acheni sono dimorfi; il pappo è doppio, persistente e qualche volta connato in un anello basale.

Il gruppo "Carthamus Group" fa parte dei taxa maggiormente nidificati della sottotribù insieme ai gruppi Centaurea e Cocodylium anche se la presenza delle spine è un carattere più vicino alla tribù Cardueae che non alla sottotribù Centaureinae. Tuttavia la posizione di questo complesso nella sottotribù ora non è più in discussione (la presenza delle spine in questo gruppo può essere facilmente attribuito ad un adattamento secondario in difesa dei predatori). La distribuzione del gruppo è soprattutto mediterranea.

Il gruppo inizialmente comprendeva 4 generi (oltre a Carthamus): Carduncellus Adans., Femeniasia Susanna e  Phonus Hill. Tutti questi generi in seguito sono stati assorbiti dal genere Carthamus. In alcune checklist il gruppo è anche chiamato "Carthamus - Carduncellus Group".

Da notare che la sezione Atractylis (del genere di questa voce) è caratterizzata da erbacce ampiamente distribuite nel Mediterraneo e introdotte in Australia, California e Cile. La specie più importante del genere è Carthamus tinctorius L. è spesso coltivata per il suo olio colorante (sostituto del zafferano) oppure come pianta ornamentale.
Il gruppo comprende un genere con 45 specie:
| Genere             | N. specie | Distribuzione                                     |
| ------------------ | --------- | ------------------------------------------------- |
| Carthamus L., 1753 | 45        | Europa, Asia occidentale e Africa settentrionale. |

#### Crocodilium Group
"Crocodilium Group" è formato solamente dal genere Crocodilium.
Nel genere Crocodilium è incluso il genere Aegialophila Boiss. & Heldr, considerato sinonimo e da alcuni Autori anche una sezione del genere Centaurea (Centaurea sect. Aegialophila). Alcuni studi considerano il genere Crocodilium appartenente al gruppo Carthamus-Carduncellus (vedi cladogramma precedente), ma per il momento questa posizione non è sufficientemente supportata. Per alcuni aspetti (il tipo di polline e la presenza alla periferia del capolino di fiori sterili) Crocodilium potrebbe essere intermedio tra Carduncellus e Centaurea subgen. Acrocentron.
Il gruppo comprende un genere con 3 specie:
| Genere                 | N. specie | Distribuzione          |
| ---------------------- | --------- | ---------------------- |
| Crocodilium Hill, 1762 | 3         | Mediterraneo orientale |

#### Centaurea Group
"Centaurea Group" è formato dal solo genere Centaurea. La posizione filogenetica di questo gruppo nell'ambito della sottotribù è definita come il "core" della sottotribù; ossia è stato l'ultimo gruppo a divergere intorno ai 10 milioni di anni fa.
Le specie di questo gruppo sono delle erbe annuali, bienni o perenni o eventualmente arbusti, normalmente non spinosi. I capolini sono eterogami (raramente sono omogami). Le brattee dell'involucro sono facilmente scariose con appendici spinose oppure no. I fiori radiali sono ben visibili e sterili. Gli acheni hanno una forma oblunga e sono compressi. Il punto d'inserzione al funicolo (ilo) è laterale. Il pappo è disposto su due serie.

La presente circoscrizione del gruppo Centaurea è derivata dalle analisi di sequenze del DNA e comprende tre sottogeneri: (1) subgen Centaurea (ex Jacea group) con circa 120 specie; (2) subgen Acrocentron con circa 100 specie; (3) subgen Cyanus con circa 30 specie. Centaurea e Cyanus risultano essere in relazione di “gruppo fratello”, mentre la connessione di questi due sottogeneri con  Acrocentron non è ancora ben chiara.
Il gruppo comprende un genere con 738 specie:
| Genere             | N. specie | Distribuzione |
| ------------------ | --------- | ------------- |
| Centaurea L., 1753 | 738       | Cosmopolita   |

### Chiave analitica
Per meglio comprendere ed individuare i vari generi l'elenco seguente utilizza in parte il sistema delle chiavi analitiche (vengono cioè indicate solamente quelle caratteristiche utili a distingue un genere dall'altro).
- Gruppo 1A: l'habitus è di tipo subarbustivo con rami verdi e diritti o con piccole foglie a lamina lineare larga 2 – 3 mm oppure spogli;

- Gruppo 2A: i capolini sono eterogami; i fiori periferici sono visibilmente radiati con componenti staminoidi; gli acheni sono provvisti di elaisomi;

- Psephellus.

- Gruppo 2B: i capolini sono omogami; gli acheni sono privi di elaisomi;

- Karvandarina: le piante hanno un habitus spoglio; gli acheni sono densamente sericei.
- Nikitinia (inclusa in Klasea): la parte basale delle piante è frondosa; gli acheni sono glabri.

- Gruppo 1B: l'habitus è di tipo arboreo, arbustivo o erbaceo perenne o annuale in genere frondoso;

- Gruppo 3A: l'habitus è formato da piccoli alberi pachicauli con foglie lunghe fino a 25 cm raggruppate nei vertici terminali;

- Centaurodendron (incluso in Plectocephalus).

- Gruppo 3B: l'habitus è di tipo arbustivo oppure di tipo erbaceo annuale o perenne (non sono presenti alberi);

- Gruppo 4A: le brattee più interne dell'involucro terminano con una piccola spina rosata e appariscente; gli acheni sono provvisti di lunghe areole inserite obliquamente;

- Schischkinia.

- Gruppo 4B: le brattee più interne dell'involucro non terminano con una piccola spina rosata; gli acheni non sono provvisti di lunghe areole inserite obliquamente;

- Gruppo 5A: l'habitus è formato da robuste piante annuali sia con che senza spine; queste piante sono solitamente coltivate; i capolini sono sottesi da una ampia brattea fogliacea intera o dentata; i fiori sono colorati di arancio-zafferano o giallo brillante;

- Carthamus.

- Gruppo 5B: le piante sono selvatiche; i capolini non sono sottesi da una brattea fogliacea; i fiori non sono colorati di zafferano;

- Gruppo 6A: il ricettacolo è privo di pagliette ed è alveolato;

- Myopordon: l'habitus è simile ad arbusti nani produttori della gomma adragante oppure a piccole rosette basali perenni; le brattee dell'involucro sono provviste di spine.
- Russowia: l'habitus è di tipo annuale; i margini delle brattee dell'involucro sono cartilaginei.

- Gruppo 6B: il ricettacolo è setoloso;

- Gruppo 7A: le piante sono normalmente provviste di spine;

- Gruppo 8A: piante annuali con molte spine; gli acheni normalmente sono dimorfici;

- Carthamus.

- Gruppo 8B: piante spinose perenni; gli acheni sono tutti uguali;

- Gruppo 9A: le corolle sono blu, raramente gialle; le piante sono delle erbe perenni, raramente arbusti;

- Carduncellus (incluso in Carthamus).

- Gruppo 9B: le corolle sono sempre gialle; le piante sono arbusti o subarbusti;

- Femeniasia (incluso in Carthamus): le foglie sono ampiamente guainate e finiscono con spine triforcate; il diametro del capolino arriva fino a 1,5 cm; il pappo è composto da setole connate alla base formanti un anello deciduo.
- Phonus (incluso in Carthamus): le foglie non sono ridotte a delle spine; il diametro del capolino varia da 2,5 a 3 cm; il pappo è persistente.

- Gruppo 7B: le piante non sono provviste di spine;

- Gruppo 10A: le brattee dell'involucro sono provviste di ampie membrane scariose e appendici lacerate; gli acheni hanno una superficie increspata o tubercolata, e sono dorso-ventralmente compressi; il pappo è deciduo (Rhaponticum group);

- Gruppo 11A: le piante sono ampi arbusti alti fino a 4 metri;

- Ochrocephala.

- Gruppo 11B: le piante sono erbe annuali o perenni, ma mai arbusti;

- Gruppo 12A: le foglie hanno venature e margini minutamente denticolati e scabri;

- Callicephalus.

- Gruppo 12B: le foglie non sono scabre;

- Oligochaeta: le piante sono delle erbe annuali piccole fino a 30 cm di altezza; le brattee dell'involucro sono spinose.
- Rhaponticum: le piante sono delle erbe perenni con brattee senza spine; gli acheni sono subuguali o dimorfici.

- Gruppo 10B: le brattee dell'involucro possiedono stretti margini ialini, sono mucronate, oppure spinose, pettinate o filiformi; gli acheni sono sempre compressi lateralmente, ma mai tubercolati; il pappo normalmente è persistente;

- Gruppo 13A: gli acheni sono provvisti di 6 traslucide coste (una esterna arcuata, le altre dritte);

- Plagiobasis.

- Gruppo 13B: gli acheni non sono provvisti di coste traslucide;

- Gruppo 14A: gli acheni sono variamente increspati, costati o alveolati, raramente sono lisci, spesso sono sericei (Volutaria group);

- Gruppo 15A: le brattee dell'involucro sono provviste di lunghe appendici filiformi;

- Tricholepis.

- Gruppo 15B: le brattee dell'involucro sono corte, mucronate o prive di spine;

- Gruppo 16A: le piante sono robuste e alte fino a 150 cm;

- Goniocaulon: le piante sono robuste e annuali; i rami sono profondamente striati; i capolini sono omogami, piccoli (fino a 15 mm di diametro), raccolti in infiorescenze panicolate.
- Mantisalca: le piante sono delle erbe perenni, robuste e alte fino a 150 cm, raramente sono piccole e annuali o bienni; i rami non sono striati; i capolini sono eterogami, piccoli (fino a 2 cm di diametro), terminali, raccolti in infiorescenze corimbose o solitari.

- Gruppo 16B: le piante sono alte fino a 80 cm;

- Volutaria: le brattee dell'involucro sono strettamente triangolari con una piccola appendice acuminata o con una corta spina.
- Amberboa: le brattee dell'involucro sono ampiamente ovali, senza spine, con solamente dei margini ialini.

- Gruppo 14B: gli acheni sono lisci o solcati, mai alveolati, raramente sericei;

- Gruppo 17A: i capolini sono omogami;

- Gruppo 18A: le brattee esterne dell'involucro sono simili alle foglie superiori; la sezione degli acheni è marcatamente 4-angolare;

- Carduncellus (incluso in Carthamus).

- Gruppo 18B: le brattee esterne dell'involucro non sono simili alle foglie superiori; la sezione degli acheni non è 4-angolare;

- Klasea: la superficie degli acheni è solcata.
- Serratula: la superficie degli acheni è quasi liscia.

- Gruppo 17B: i capolini sono eterogami;

- Gruppo 19A: gli acheni non sono o sono solo leggermente compressi, il colore è marrone scuro con scure bande basali; la serie più interna del pappo è composta da 5 - 10 corte scaglie;

- Crupina.

- Gruppo 19B: gli acheni sono compressi senza bande scure; la serie più interna del pappo è composta da molte setole o scaglie;

- Gruppo 20A: le piante sono delle erbe annuali molto scabre; i fiori periferici sono sterili con componenti staminoidi grandi; gli acheni sono colorati di bianco-crema lucente alla base;

- Stizolophus.

- Gruppo 20B: le piante sono delle erbe annuali o perenni o arbusti non scabri; i fiori periferici radiali sono provvisti di piccoli componenti staminoidi, spesso mancanti; gli acheni non sono bianco-crema lucente alla base;

- Gruppo 21A: le piante sono degli arbusti o subarbusti, raramente sono delle erbe perenni; gli acheni sono privi di elaisomi; il pappo è deciduo;

- Cheirolophus: gli acheni sono lisci, debolmente falcati e lunghi fino a 4 mm.
- Centaurothamnus:  gli acheni sono solcati e lunghi fino a 8 mm.

- Gruppo 21B: le piante sono subarbusti o delle erbe perenni o annuali; gli acheni normalmente sono provvisti di elaisomi; il pappo è persistente;

- Gruppo 22A: le appendici delle brattee dell'involucro sono lungamente piumose; i fiori sterili sono piatti; gli acheni sono provvisti di tre concentriche increspature;

- Zoegea.

- Gruppo 22B:  le appendici delle brattee dell'involucro non sono piumose; i fiori sterili non sono piatti; gli acheni sono privi di tre concentriche increspature;

- Gruppo 23A: le piante hanno una consistenza più o meno carnosa con foglie densamente ghiandolose; gli acheni sono sericei e quelli più esterni sono sterili con forme oblunghe;

- Crocodilium.

- Gruppo 231B: le piante non hanno una consistenza carnosa e non sono ghiandolose; gli acheni sono glabri o sparsamente pelosi, quelli esterni sono raramente sterili, se è così allora hanno una forma lineare-arcuata;

- Gruppo 24A: i fiori marginali sono sterili ma privi di staminoidi;

- Centaurea.

- Gruppo 24B: i fiori marginali sono sterili con elementi staminoidi;

- Gruppo 25A: i fiori marginali sterili non si distinguono dagli altri; le appendici delle brattee dell'involucro hanno dei margini ridotti e cartilaginei; gli acheni hanno una forma ampiamente ovato-ellittica con una banda bianca basale;

- Rhaponticoides.

- Gruppo 25B:  i fiori marginali sterili sono grandi e ben visibili; le appendici delle brattee sono ben sviluppate con forme pettinate o fimbriate; gli acheni hanno una forma oblunga senza bande bianche basali;

- Plectocephalus:  i fiori marginali sterili sono provvisti di strette divisioni e producono piccoli acheni sterili; gli acheni hanno delle forme arcuate, asimmetriche e la superficie increspata; il pappo, sempre presente, è deciduo.
- Psephellus:  i fiori marginali sterili sono provvisti di ampie divisioni e non producono piccoli acheni sterili; gli acheni sono simmetrici e lisci; il pappo, persistente, molto spesso è ridotto o assente.

### Specie della flora spontanea italiana
Nella flora spontanea italiana del gruppo di questa voce sono presenti le seguenti specie:
- Cheirolophus: 2 specie
- Crupina: 3 specie
- Rhaponticoides: 3 specie
- Klasea: 4 specie.
- Serratula: una specie.
- Mantisalca: 2 specie
- Volutaria: una specie
- Rhaponticum: 4 specie
- Carthamus: 7 specie
- Centaurea: circa 104

### Alcune specie

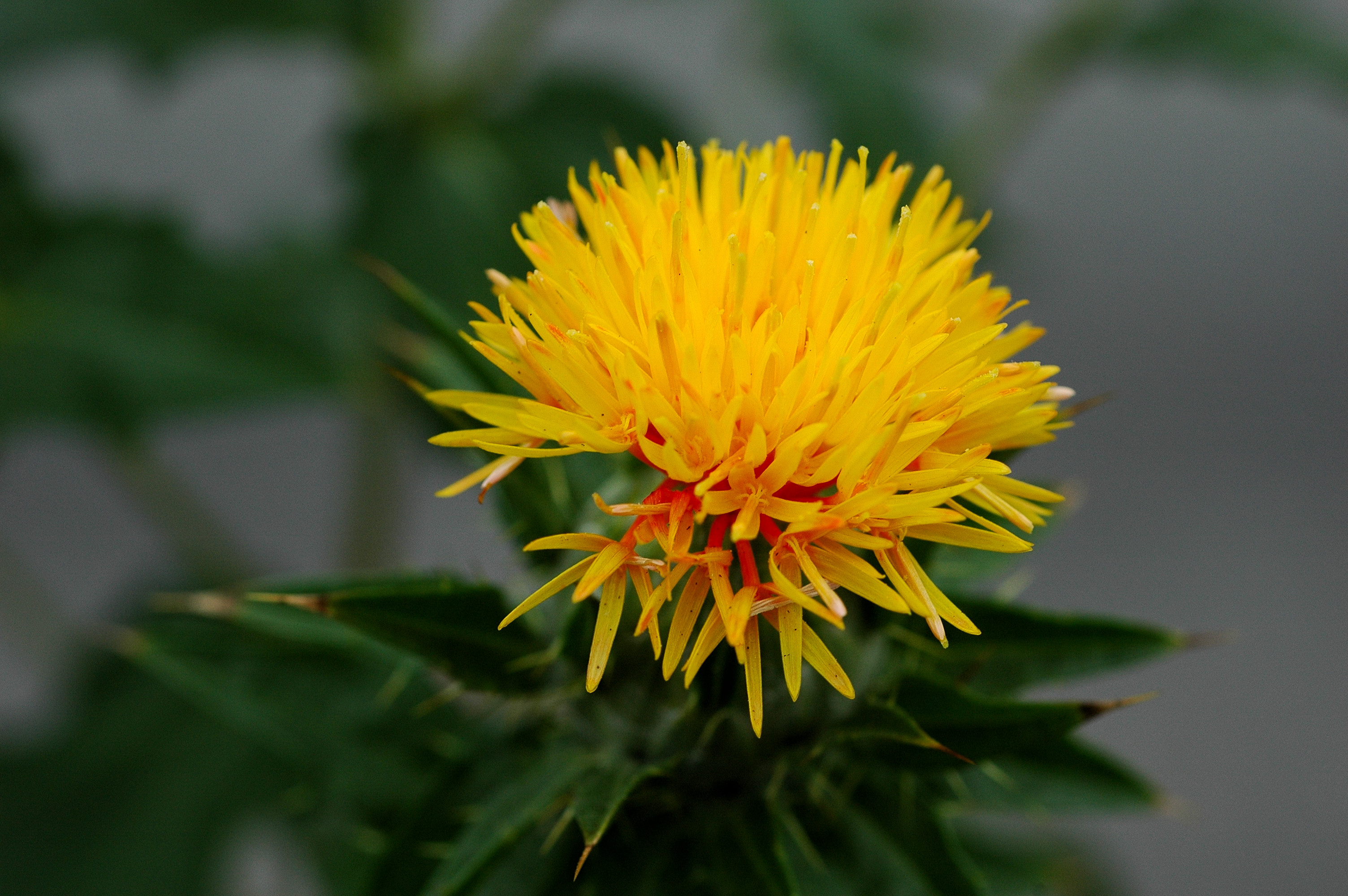
Carthamus tinctorius
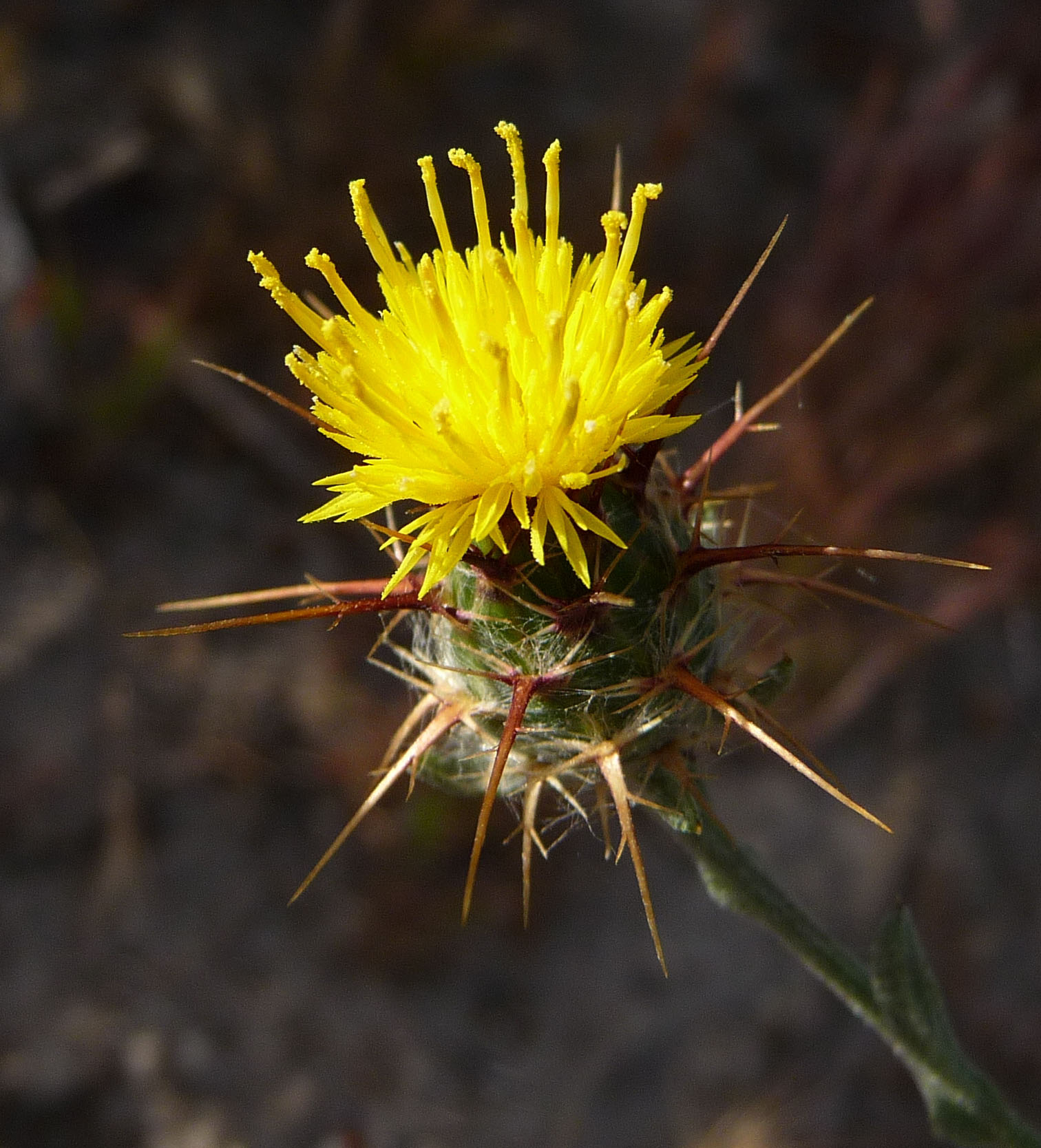
Centaurea solstitialis
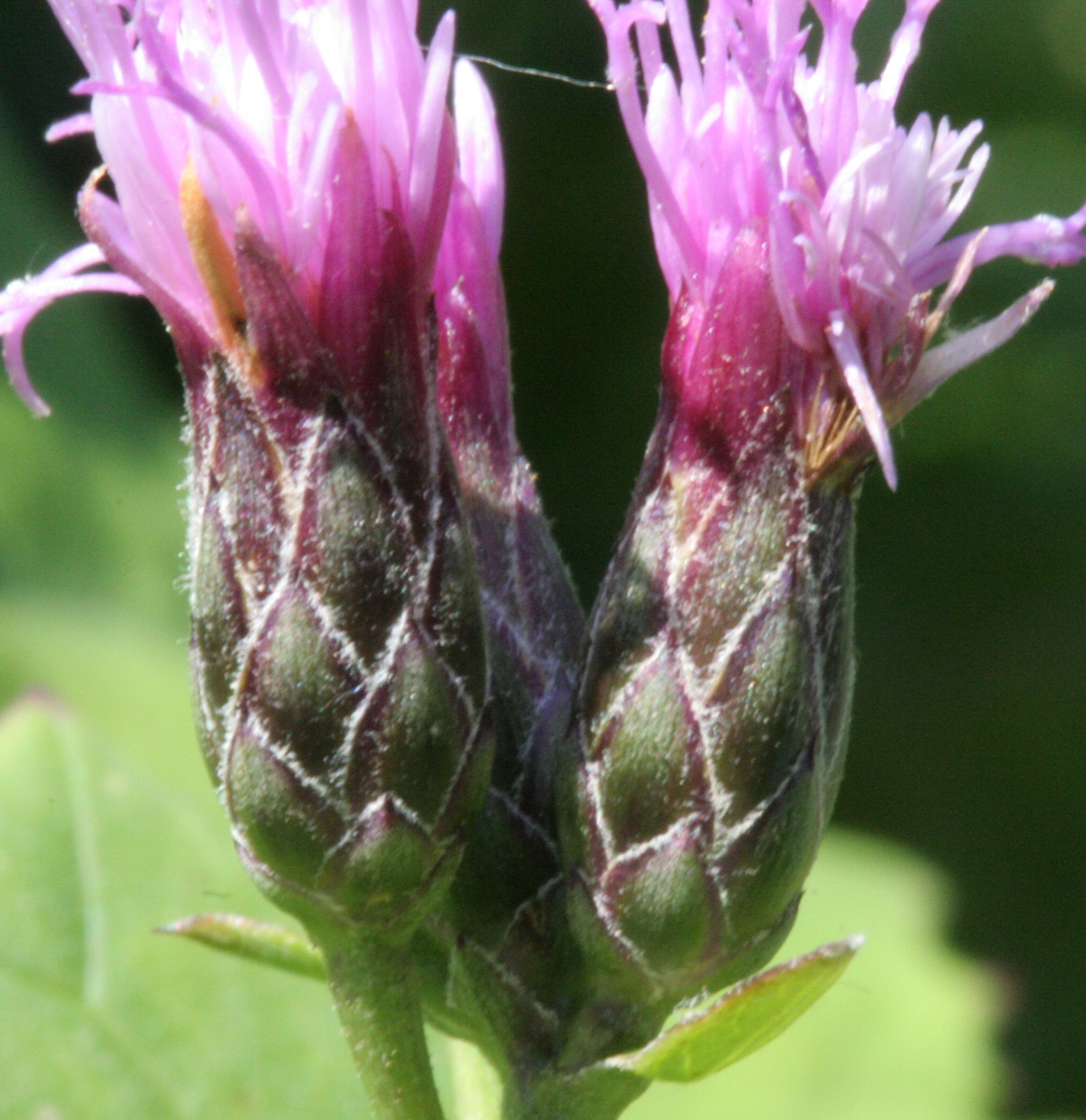
Serratula tinctoria
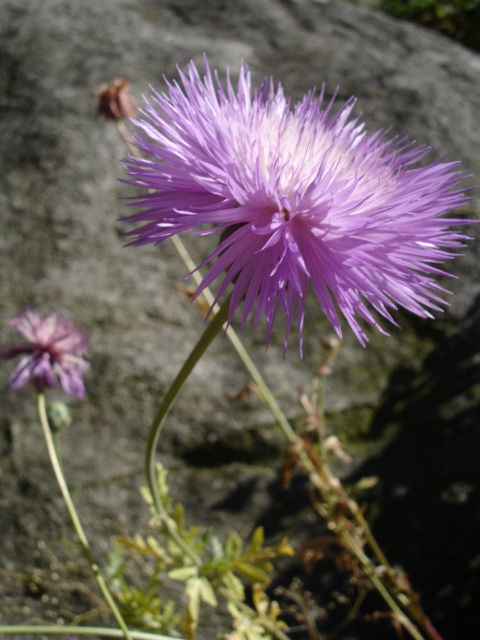
Amberboa moschata
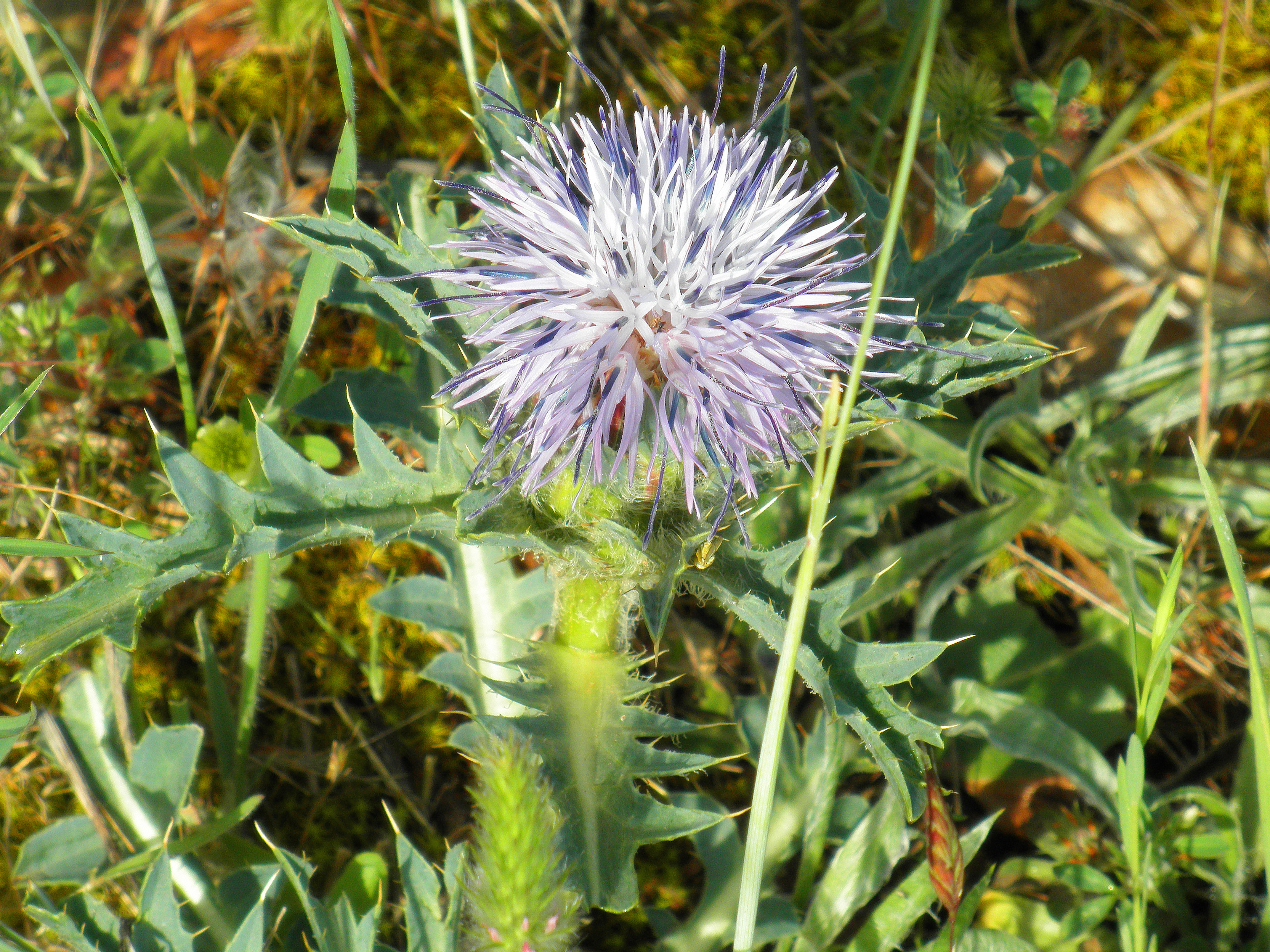
Carthamus carduncellus
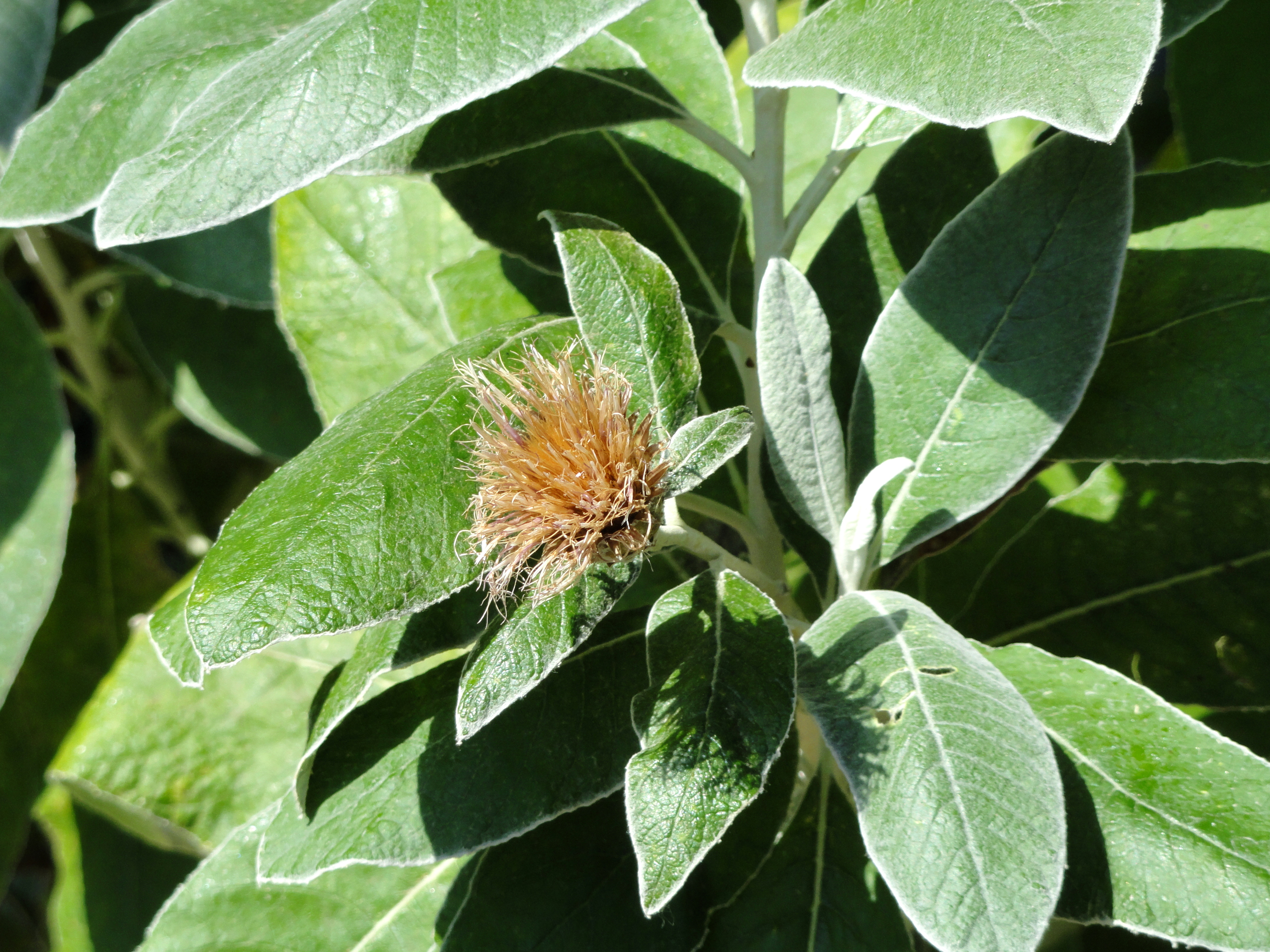
Centaurothamnus maximus
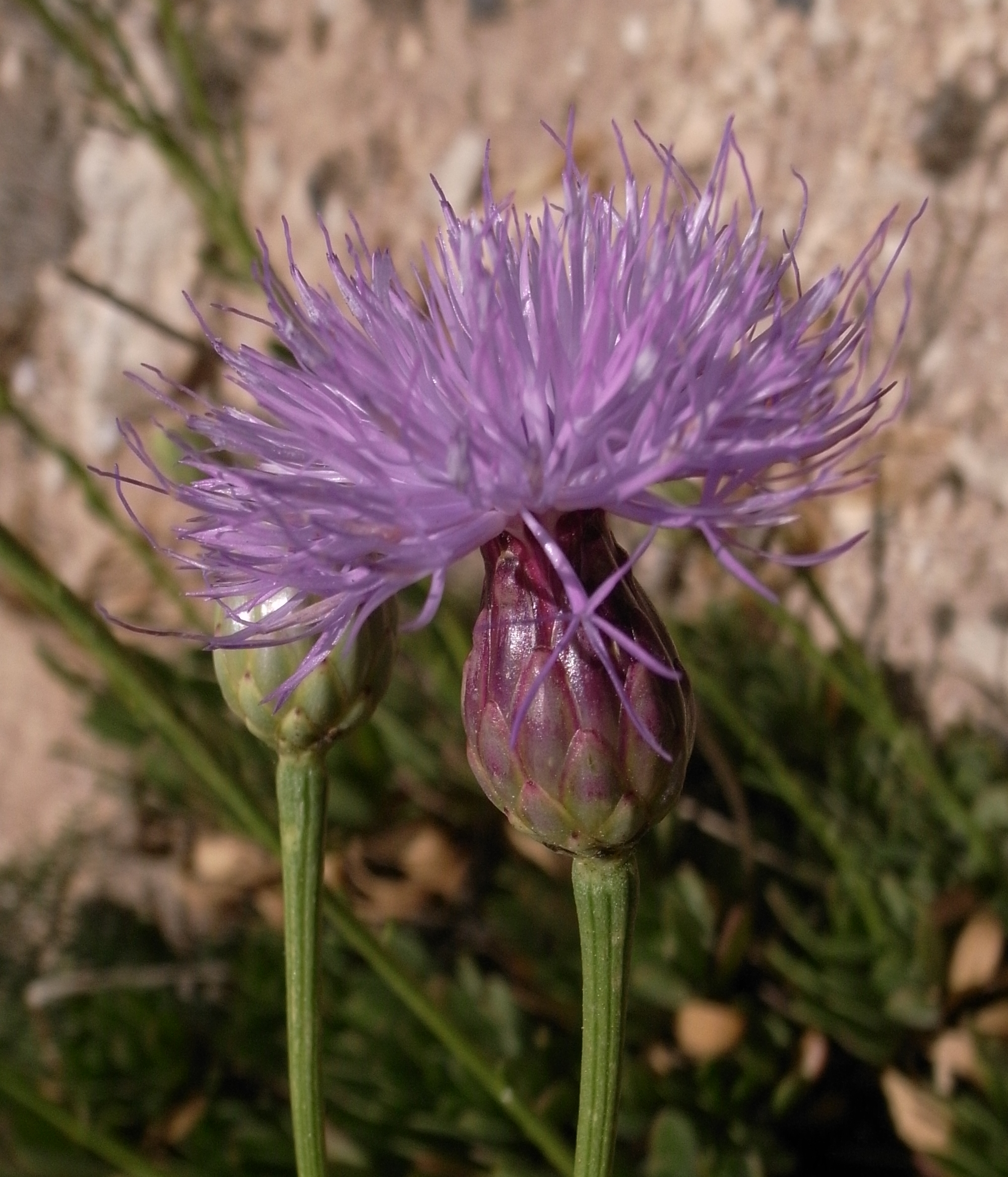
Cheirolophus crassifolius
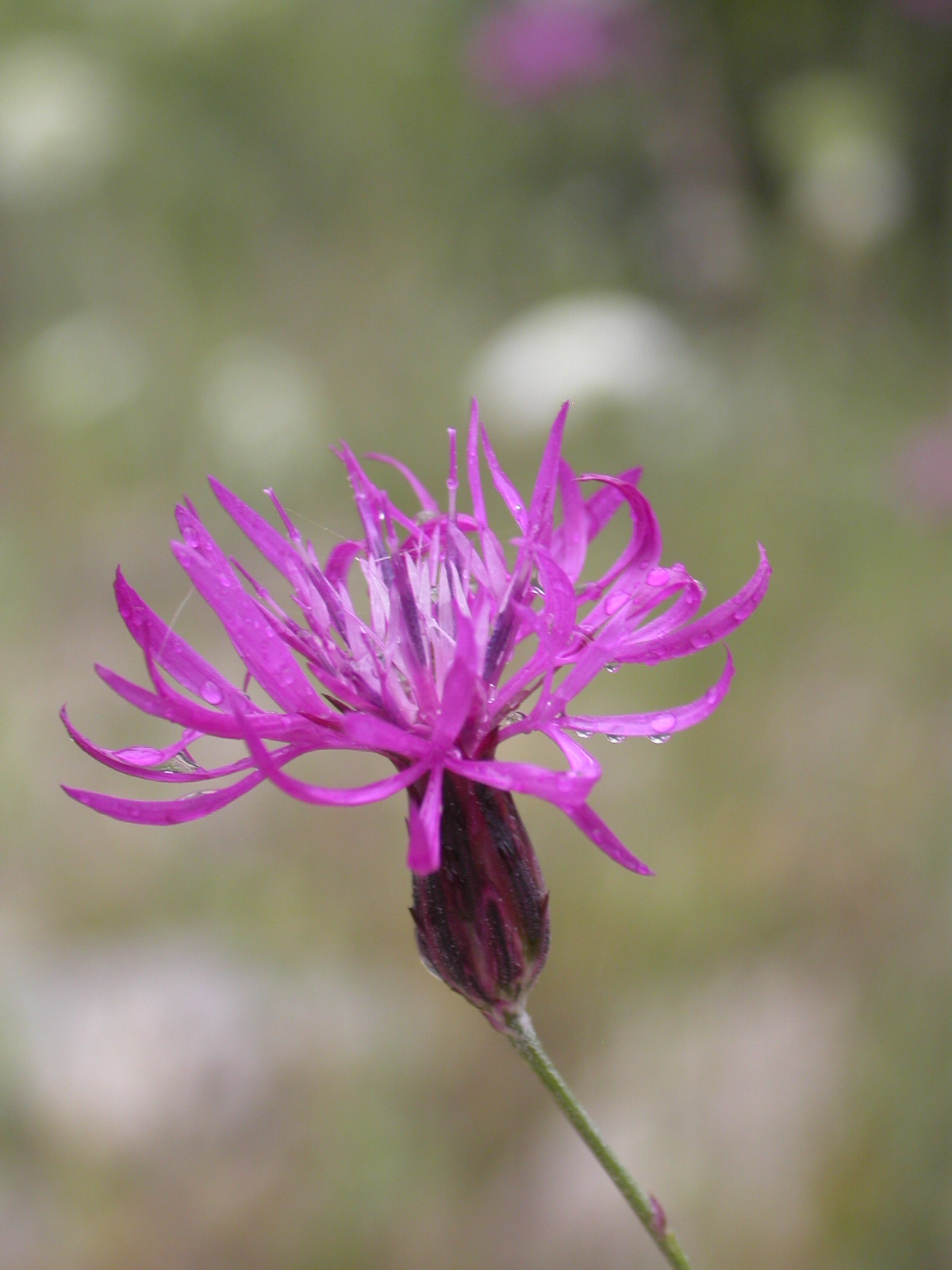
Crupina crupinastrum
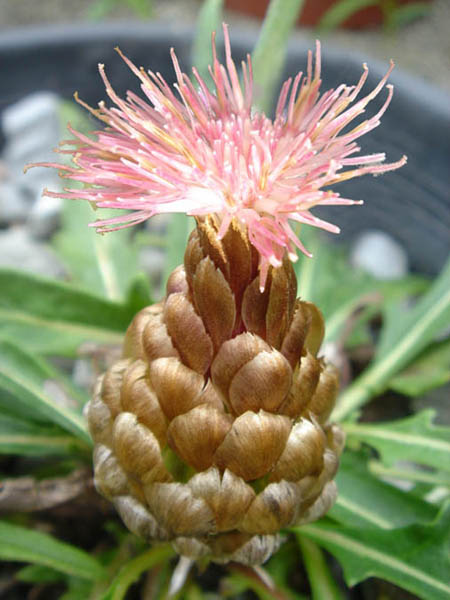
Rhaponticum coniferum
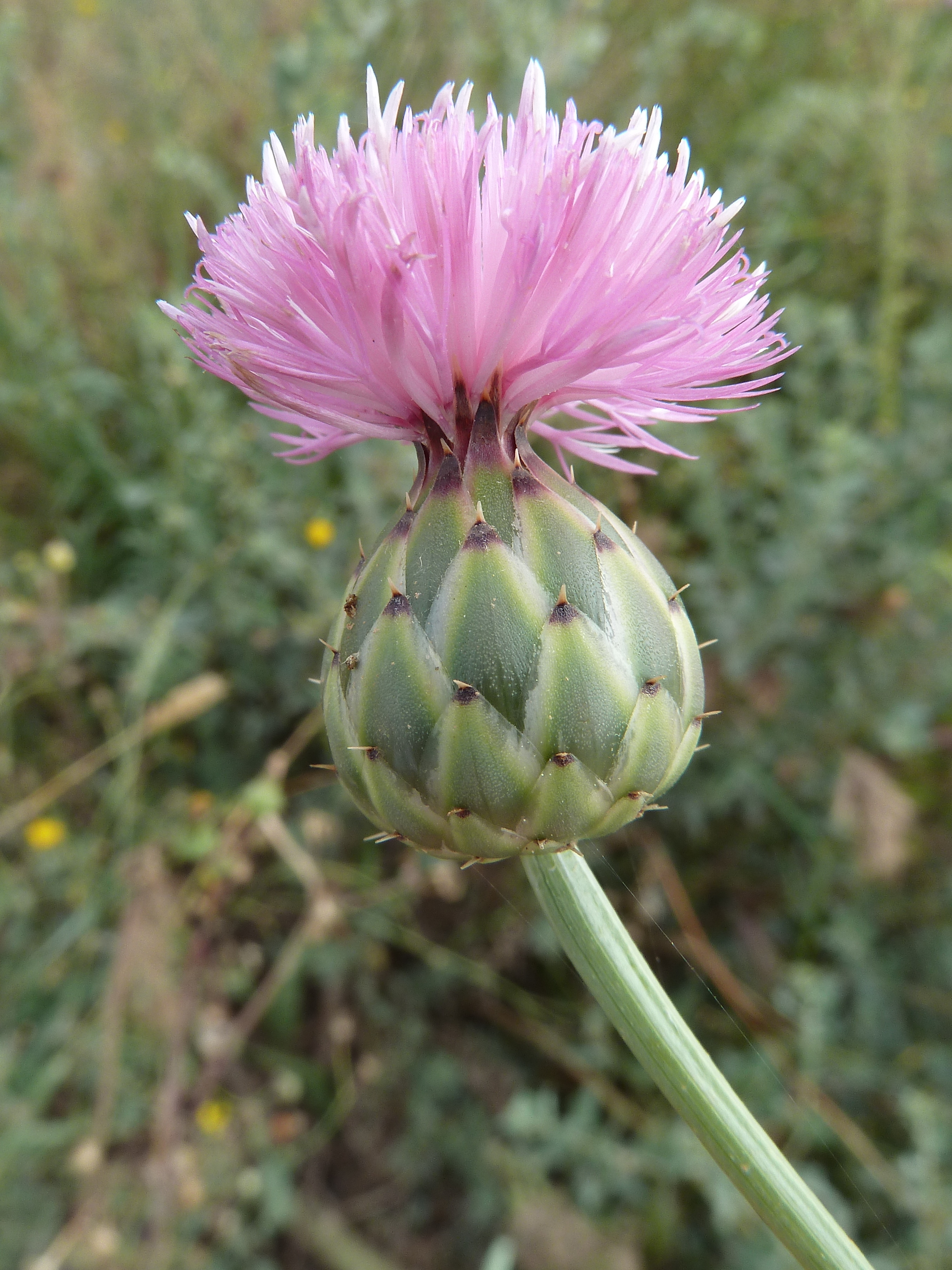
Mantisalca salmantica
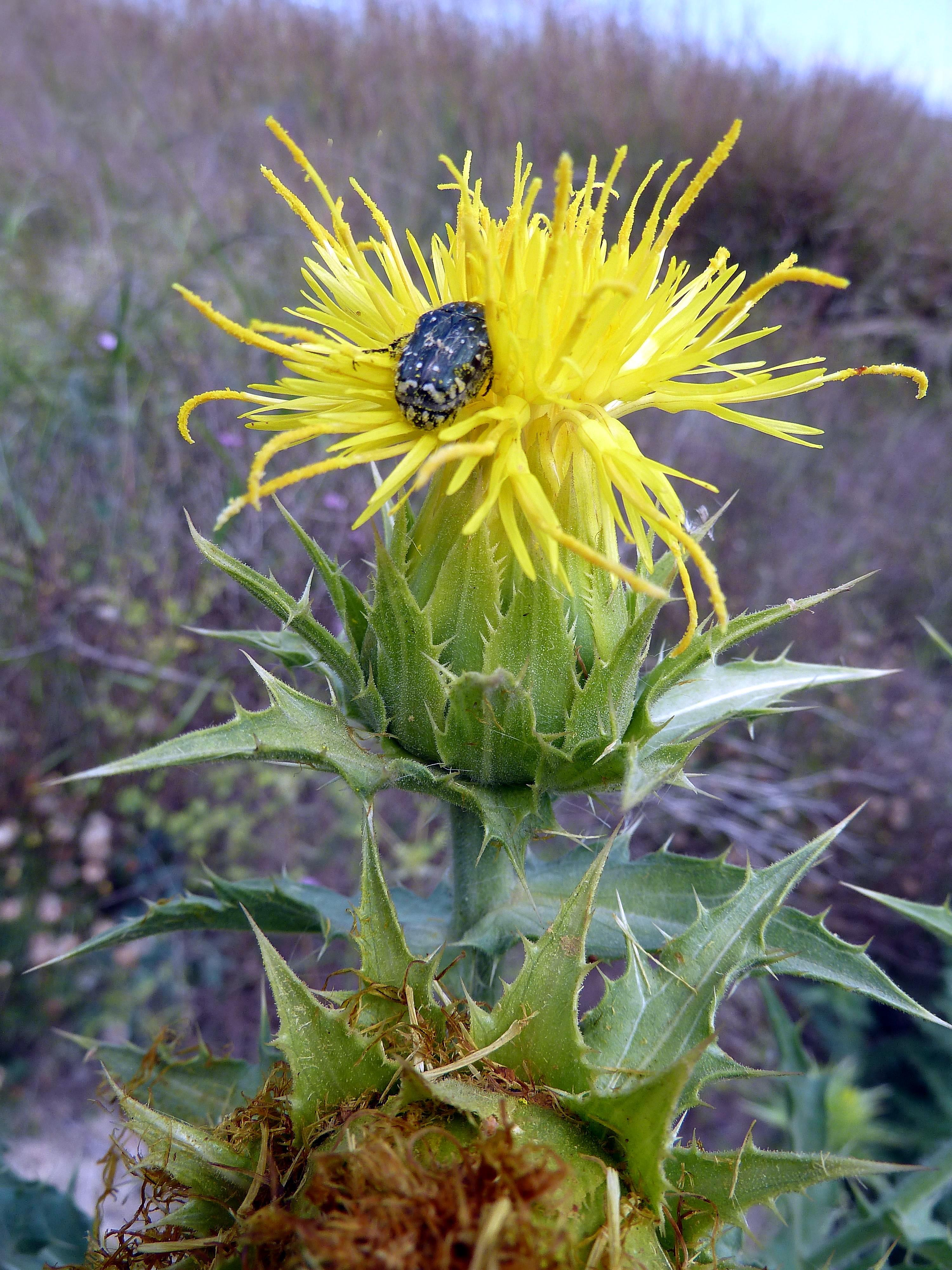
Carthamus arborescens
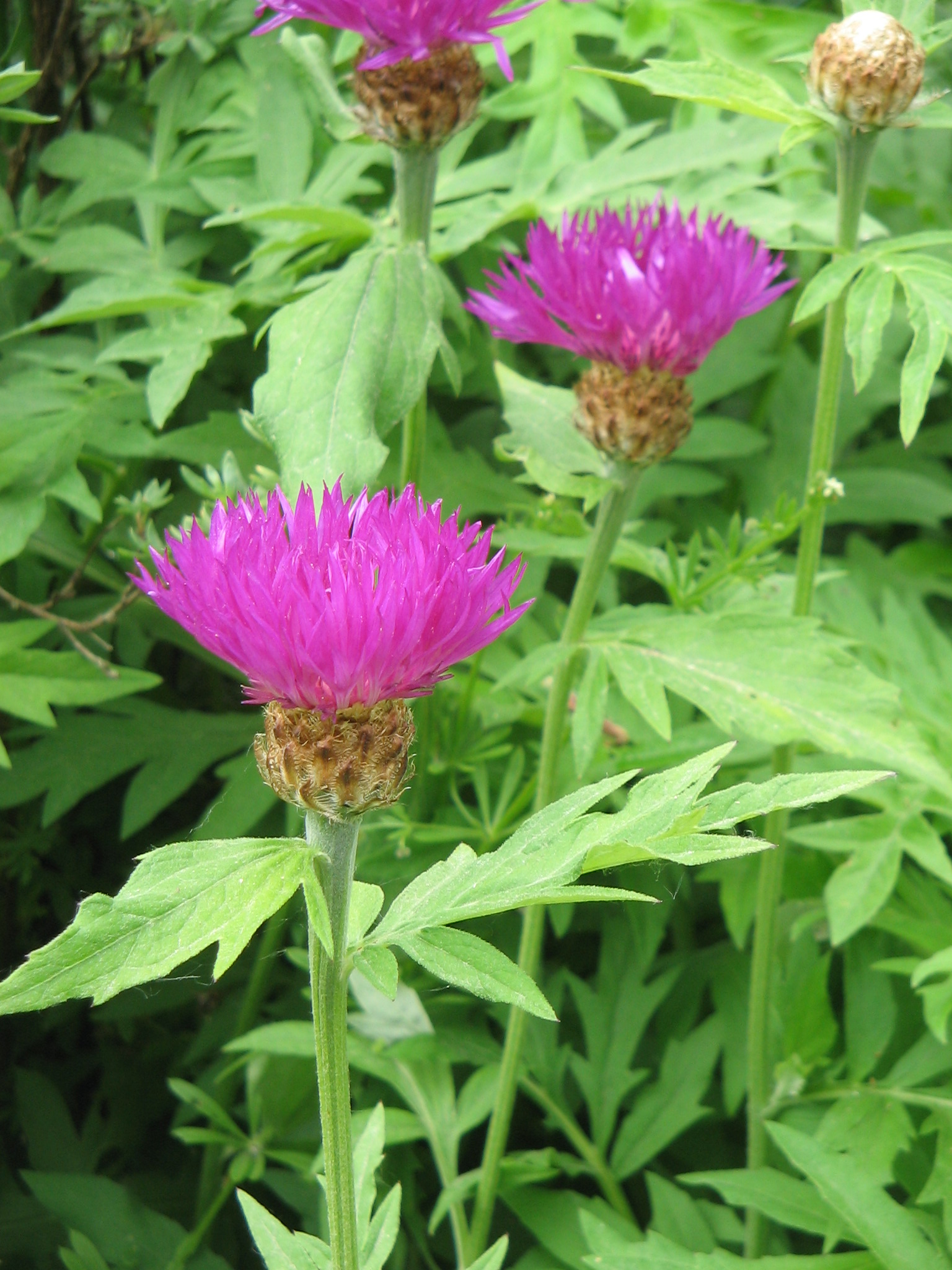
Psephellus dealbatus
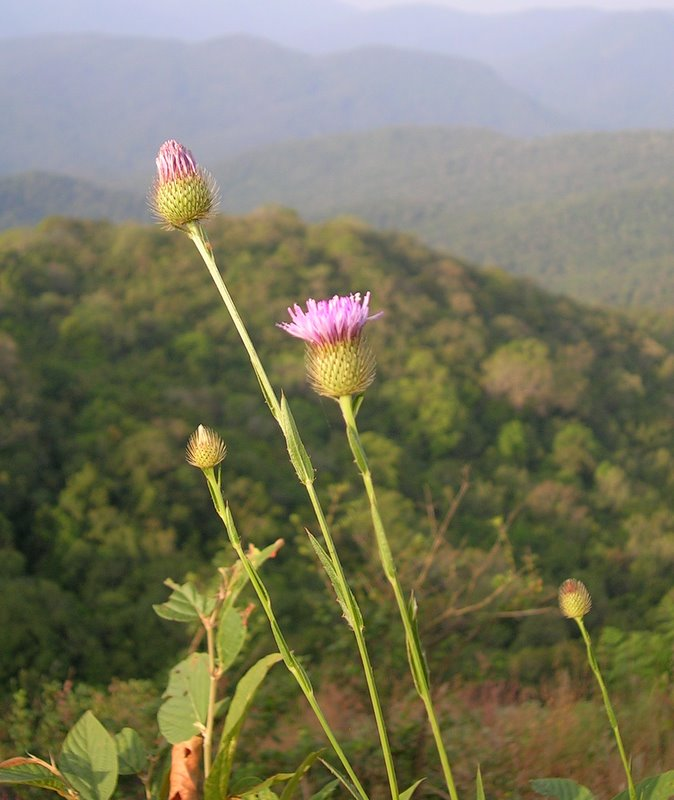
Tricholepis amplexicaulis
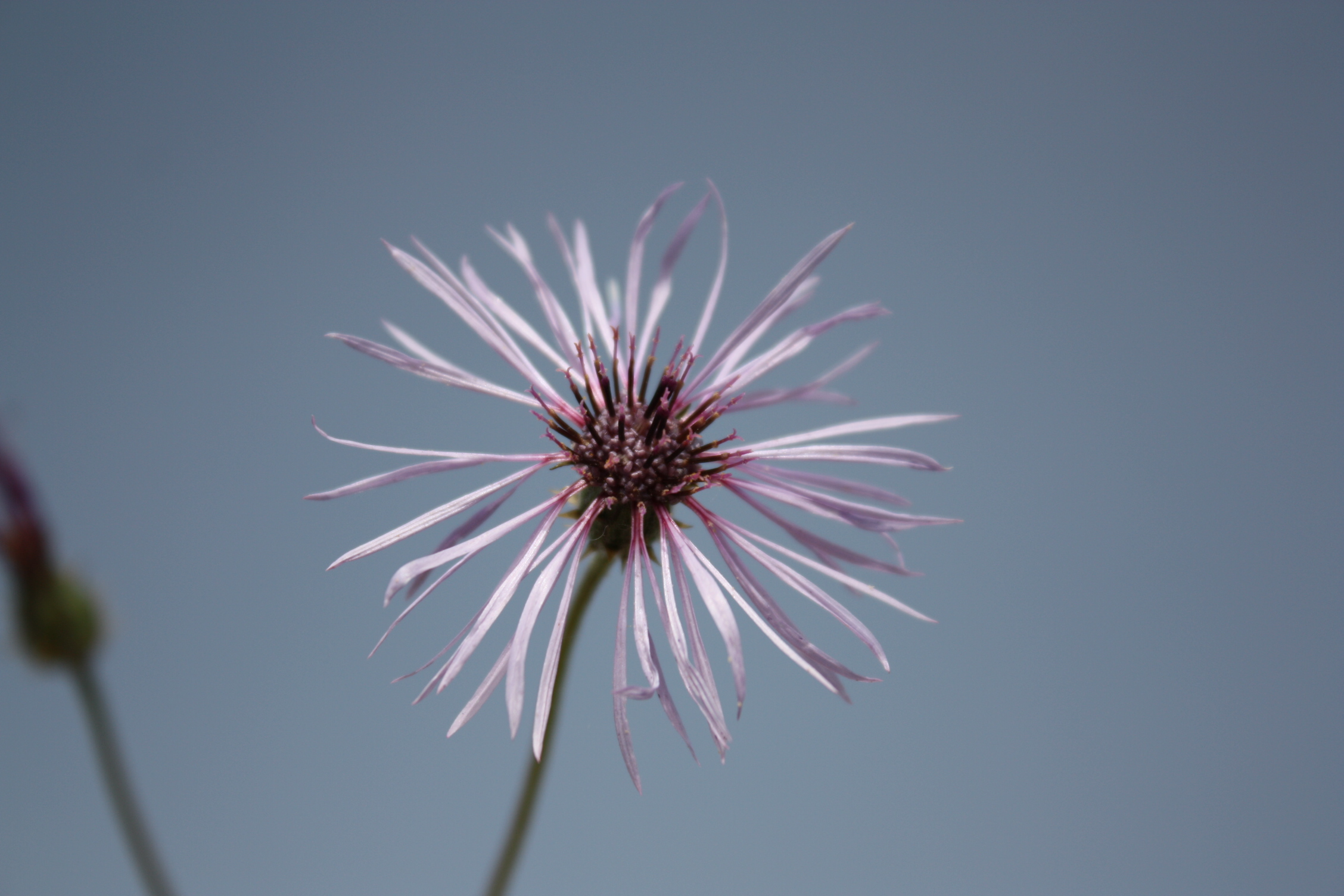
Carthamus tinctorius
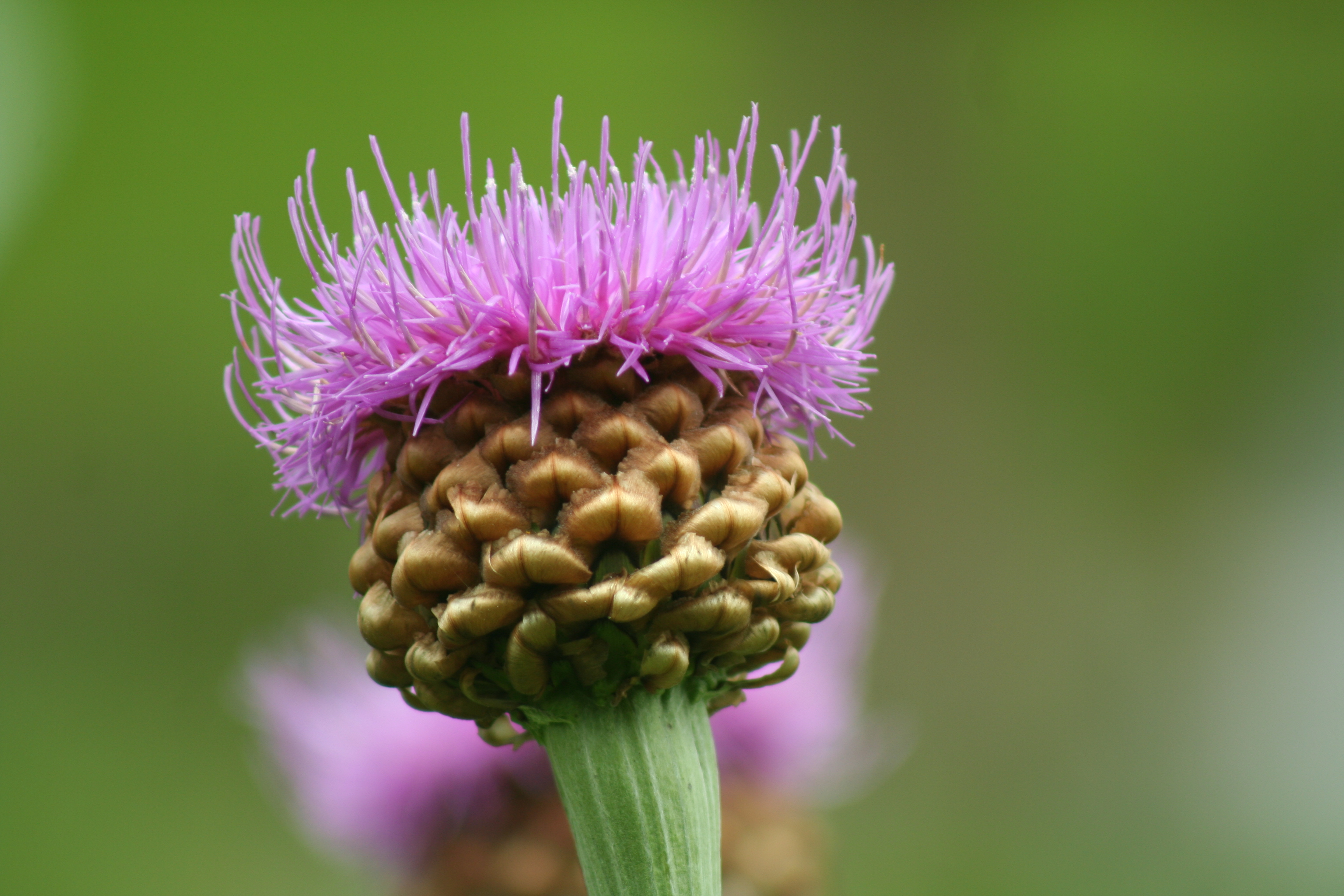
Rhaponticum scariosum